# Liste vietnamesischer Filme

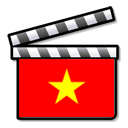

Diese Liste ist ein chronologisches Verzeichnis von in Vietnam hergestellten vietnamesischsprachigen Spielfilmen, Animationsfilmen, Musikfilmen und Dokumentarfilmen. Bei Animationsfilmen werden unter der Rubrik Schauspieler die wichtigsten Sprecher genannt. Namen werden üblicherweise in vietnamesischer Schreibweise angegeben. Bei Filmschaffenden, die ihren Künstlernamen westlich schreiben, wird der umgestellte und nicht transliterierte Name benutzt. Verwendete Länderkürzel richten sich nach den Ländercodes der Kodierliste ISO 3166-1, Sprachkürzel werden gemäß ISO 639 benutzt. Die Abkürzung AT steht für Alternativtitel.
Die Gliederung orientiert sich an historischen Einschnitten in der vietnamesischen Geschichte: Französisch-Indochina unter französischer Kolonialverwaltung; Ende des ersten Indochinakrieges und Teilung des Landes 1954; Wiedervereinigung als Sozialistische Republik Vietnam 1976; Wirtschaftsreform Đổi mới 1986; Beitritt zur Welthandelsorganisation (WTO) 2007, Abschluss eines Freihandelsabkommens mit der EU 2020 (EU-Vietnam Free Trade Agreement, EVFTA). Filme jeder Herkunft, die den Vietnamkrieg behandeln, sind in der Kategorie:Vietnamkrieg im Film zu finden.

## Stummfilme
| Filmtitel                                                                            | Regisseur                                               | Schauspieler | Drehort | Genre   | Studio und Kooperationen                                                                                      | Anmerkungen                                    |
| ------------------------------------------------------------------------------------ | ------------------------------------------------------- | ------------ | ------- | ------- | --- | ---------------------------------------------- |
| 1923                                                                                 |                                                         |              |         |         | |                                                |
| Kim Vân Kiều de: Das Mädchen Kiêu                                                    | E.A. Famechon, Paul Thierry, Initiator: Nguyễn Văn Vĩnh |              |         | Drama   | Hãng Phim và Chiếu bóng Đông Dương – la Société Indochine Films et Cinémas, Frankreich, Französisch-Indochina | Nach dem Vers-Epos Truyện Kiều von Nguyễn Du   |
| 1924                                                                                 |                                                         |              |         |         | |                                                |
| Đồng tiền kẽm tậu được ngựa - AT: Một đồng kẽm tậu được ngựa en: A Penny for a Horse | Nguyễn Lan Hương, Đàm Quang Thiện                       |              |         |         | Hãng phim Hương Ký (Hương Ký-Filmgesellschaft), Hanoi                                                         | erster Langfilm aus vietnamesischer Produktion |
| Cả Lố                                                                                | Nguyễn Lan Hương                                        |              |         |         | |                                                |
| 1925                                                                                 |                                                         |              |         |         | |                                                |
| Ninh Lăng                                                                            | Nguyễn Lan Hương                                        |              |         |         | |                                                |
| Tấn tôn đức Bảo Đại                                                                  | Nguyễn Lan Hương                                        |              |         |         | |                                                |
| Toufou                                                                               |                                                         | Léon Chang   |         | Komödie | |                                                |
| 1927                                                                                 |                                                         |              |         |         | |                                                |
| Huyền thoại bà Đế en: The Legend of Madam De                                         | Georges Specht                                          |              |         |         | |                                                |
| 1929                                                                                 |                                                         |              |         |         | |                                                |
| Đám tang tướng Đường Kế Nghiêu                                                       | Nguyễn Lan Hương                                        |              |         |         | |                                                |

## 1938 bis 1954
| Filmtitel                                       | Regisseur                                  | Schauspieler                                                                           | Drehort | Genre         | Studio und Kooperationen                            | Anmerkungen |
| ----------------------------------------------- | ------------------------------------------ | -------------------------------------------------------------------------------------- | ------- | ------------- | --------------------------------------------------- | ----------- |
| 1938                                            |                                            |                                                                                        |         |               |                                                     |             |
| Trọn với tình                                   | Tám Danh (Geburtsname: Nguyễn Phương Danh) |                                                                                        |         |               | Asia Film Group Studio, Produktion: Nguyễn Văn Đinh |             |
| Cánh đồng ma – The Ghost Field                  | Trần Phì                                   | Nguyễn Tuân (Cameo-Auftritt)                                                           |         |               | South China Film Association, Hongkong              |             |
| Trận phong ba – The Storm                       | Nguyễn Tuân                                |                                                                                        |         |               | South China Film Association                        |             |
| 1939                                            |                                            |                                                                                        |         |               |                                                     |             |
| Cô Nga dạo thị thành                            | Nguyễn Văn Đinh                            |                                                                                        |         |               | Asia Film Group Studio                              |             |
| Một buổi chiều trên sông Cửu Long               | Nguyễn Tấn Giầu                            |                                                                                        |         |               | Vietnam Film Group                                  |             |
| Lão thầy pháp râu đỏ                            | Nguyễn Tấn Giầu                            |                                                                                        |         |               | Vietnam Film Group                                  |             |
| Đèo Ngang tức cảnh                              | Nguyễn Tấn Giầu                            |                                                                                        |         | Dokumentation |                                                     |             |
| 1940                                            |                                            |                                                                                        |         |               |                                                     |             |
| Khúc khải hoàn                                  | Nguyễn Văn Đinh                            |                                                                                        |         |               | Asia Film Group Studio                              |             |
| Toét sợ ma                                      | Nguyễn Văn Đinh                            |                                                                                        |         |               | Asia Film Group Studio                              |             |
| 1948                                            |                                            |                                                                                        |         |               |                                                     |             |
| Trận Mộc Hóa                                    | Khương Mễ, Mai Lộc                         |                                                                                        |         |               |                                                     |             |
| 1953                                            |                                            |                                                                                        |         |               |                                                     |             |
| Kiếp hoa – La vie d’un fleur – Life of a Flower | Claude Bernard-Aubert                      | Kim Chung, Kim Xuân, Trần Quang Tứ, Ngọc Toàn, Tuấn Sửu, Nhã Ái, Tiền Phong, Tiêu Lang |         | Liebesdrama   | Kim-Chung Điện-ảnh Công-ti                          |             |
| Nghệ thuật và hạnh phúc                         |                                            |                                                                                        |         |               |                                                     |             |
| Phạm Công – Cúc Hoa                             |                                            |                                                                                        |         |               |                                                     |             |
| Bến Cũ                                          | Hoàng Vĩnh Lộc                             |                                                                                        |         |               |                                                     |             |

## 1955 bis 1976
| Filmtitel                                                                           | Regisseur                            | Schauspieler                                                                                | Drehort          | Genre                       | Studio und Kooperationen                                | Anmerkungen |
| ----------------------------------------------------------------------------------- | ------------------------------------ | ------------------------------------------------------------------------------------------- | ---------------- | --------------------------- | ------------------------------------------------------- | --- |
| 1955                                                                                |                                      |                                                                                             |                  |                             |                                                         | |
| Việt Nam – Trên đường thắng lợi Vietnam – Auf der Straße zum Sieg                   | Roman Lasarewitsch Karmen            |                                                                                             |                  | Dokumentarfilm              | Sowjetunion, Nordvietnam                                | |
| Ngày lịch sử Ein Historischer Tag                                                   | Vladimir Yeshurin                    |                                                                                             |                  | Dokumentarfilm              | Nordvietnam, Sowjetunion                                | |
| 1956                                                                                |                                      |                                                                                             |                  |                             |                                                         | |
| Chúng tôi muốn sống                                                                 | Vĩnh Noãn, Manuel Conde              | Lê Quỳnh, Mai Trâm                                                                          |                  |                             | Südvietnam, Philippinen                                 | |
| 1957                                                                                |                                      |                                                                                             |                  |                             |                                                         | |
| Lục Vân Tiên                                                                        | Tống Ngọc Hạp                        | Tống Ngọc Hạp, Thu Trang                                                                    |                  |                             |                                                         | |
| Người đẹp Bình Dương AT: Chuyện Tam Nương en: The beauty of Binh Duong              | Nguyễn Thành Châu (Năm Châu)         | Thẩm Thúy Hằng, Ba Vân                                                                      |                  |                             | Mỹ Vân Films, Südvietnam                                | |
| 1958                                                                                |                                      |                                                                                             |                  |                             |                                                         | |
| Người đẹp Bình Dương                                                                | Năm Châu                             | Thẩm Thúy Hằng                                                                              |                  |                             |                                                         | |
| The Quiet American vn: Người Mỹ trầm lặng de: Vier Pfeifen Opium                    | Joseph L. Mankiewicz                 | Audie Murphy, Michael Redgrave, Giorgia Moll, Lê Quỳnh                                      |                  | Kriegsfilm                  | USA, Südvietnam                                         | |
| 1959                                                                                |                                      |                                                                                             |                  |                             |                                                         | |
| Nước về Bắc Hưng Hải                                                                | Bùi Ðình Hạc                         |                                                                                             |                  | Dokumentarfilm              |                                                         | Goldmedaille des Internationalen Filmfestivals Moskau 1959 |
| Chung một dòng Sông de: Am Ufer eines Flusses                                       | Nguyễn Hồng Nghi, Phạm Kỳ Nam        | Song Kim, Mạnh Linh, Phi Nga, Huy Công, Thu An                                              |                  | Kriegsfilm                  | Nordvietnam                                             | Goldener Lotus (Bông sen vàng) des 2. Vietnam Film Festivals 1973 |
| Trời sắp mưa                                                                        | Vladimir Polkovnikov                 |                                                                                             |                  | Märchenfilm, Kinderfilm     | Sowjetunion, Nordvietnam                                | |
| 1961                                                                                |                                      |                                                                                             |                  |                             |                                                         | |
| Lửa trung tuyến                                                                     | Phạm Văn Khoa, Lê Minh Hiến          | Lưu Xuân Thư, Ngọc Lan, Hồ Kiểng                                                            |                  |                             |                                                         | |
| Vợ chồng A Phủ                                                                      | Mai Lộc                              | Đức Hoàn, Trần Phương, Tuyết Trinh, Văn Hòa, Hòa Tâm, Trịnh Thịnh, Kim Lân                  |                  |                             | Nordvietnam                                             | |
| 1962                                                                                |                                      |                                                                                             |                  |                             |                                                         | |
| Con Chim Vành Khuyên – AT: Chim Vành Khuyên                                         | Trần Vũ, Nguyên Văn Tông             | Tố Uyên, Lan Ngoc, Buu Tu                                                                   |                  |                             | Nordvietnam                                             | Goldener Lotus (Bông sen vàng) des 2. Vietnam Film Festivals 1973 |
| Chị Tư Hậu – Die junge Frau von Bai-Sao (DDR)                                       | Phạm Kỳ Nam                          | Trà Giang, Trần Phương                                                                      |                  | Kriegsdrama                 | Nordvietnam                                             | Goldener Lotus (Bông sen vàng) des 2. Vietnam Film Festivals 1973 |
| 1963                                                                                |                                      |                                                                                             |                  |                             |                                                         | |
| Câu chuyện Quê Hương                                                                | Hoàng Thái                           | Thanh Thủy, Xuân Tạc, Trịnh Thịnh                                                           |                  |                             | Nordvietnam                                             | |
| Tơ tình, hay là Trước ngày quân dịch – Love Tie or Time Before Military Service Day | Lưu Trạch Hưng                       | La Thoại Tân, Thẩm Thúy Hằng, Mai Ly, Năm Châu, Thanh Thúy                                  |                  | Liebesfilm, Schwarzweißfilm | Südvietnam                                              | |
| 1964                                                                                |                                      |                                                                                             |                  |                             |                                                         | |
| Người chiến sĩ trẻ                                                                  | Hải Ninh, Nguyễn Đức Hinh            | Hồng Đức                                                                                    |                  |                             |                                                         | |
| 1965                                                                                |                                      |                                                                                             |                  |                             |                                                         | |
| Le Ciel, la terre                                                                   | Joris Ivens                          |                                                                                             |                  | Dokumentation               |                                                         | |
| Mèo Con                                                                             | Ngô Mạnh Lân                         |                                                                                             |                  | Trickfilm, Kinderfilm       |                                                         | |
| Chiến dịch của CIA – Operation C.I.A.                                               | Christian Nyby                       | Kiều Chinh                                                                                  |                  |                             | USA, Thailand, Südvietnam                               | |
| 1966                                                                                |                                      |                                                                                             |                  |                             |                                                         | |
| Con sáo biết nói                                                                    | Ngô Mạnh Lân                         |                                                                                             |                  | Trickfilm, Kinderfilm       |                                                         | |
| Nguyễn Văn Trỗi                                                                     | Bùi Đình Hạc, Lý Thái Bảo            | Quang Tùng, Thu Hiền, Phi Nga, Lâm Tới                                                      |                  |                             | Nordvietnam                                             | |
| Nổi gió - Der Strum bricht los (DDR)                                                | Huy Thành                            | Thế Anh, Lâm Tới                                                                            |                  |                             | Nordvietnam                                             | |
| Lửa rừng                                                                            | Phạm Văn Khoa                        | Trà Giang, Trịnh Thịnh, Trần Phương, Ngọc Lan, Huy Công                                     |                  |                             | Nordvietnam                                             | |
| Em Phước - Phuoc und seine Kameraden (DDR)                                          | Lê Đăng Thực                         | Minh Tri Nguyen, Hoang Yen Phan, Minh Tuan Huynh, Anh Vu Nguyen                             |                  |                             | Nordvietnam                                             | |
| 1967                                                                                |                                      |                                                                                             |                  |                             |                                                         | |
| Biển gọi                                                                            | Nguyễn Tiến Lợi, Nguyễn Ngọc Trung   | Huy Công, Phi Nga, Trần Phương, Ngọc Lan, Tố Uyên                                           |                  |                             | Nordvietnam                                             | |
| Khói                                                                                | Trần Vũ, Nguyễn Thụ                  | Lâm Tới                                                                                     |                  |                             | Nordvietnam                                             | |
| 1968                                                                                |                                      |                                                                                             |                  |                             |                                                         | |
| Le 17e parallèle: La guerre du peuple - de: Der 17. Breitengrad                     | Joris Ivens, Marceline Loridan Ivens |                                                                                             |                  | Dokumentarfilm              | Frankreich, Nordvietnam                                 | |
| 1969                                                                                |                                      |                                                                                             |                  |                             |                                                         | |
| Tiền tuyến gọi                                                                      | Phạm Kỳ Nam, Quốc Long               | Thế Anh, Trần Phương                                                                        |                  |                             |                                                         | |
| Cuộc chiến đấu vẫn tiếp diễn                                                        | Nguyễn Khắc Lợi, Hoàng Thái          | Trà Giang, Lâm Tới, Thu Hiền                                                                |                  |                             | Nordvietnam                                             | |
| Xin Nhận Nơi Này Làm Quê Hương - Here is Your Fatherland                            | Hoàng Vĩnh Lộc                       | Tâm Phan, Minh Trường Sơn, Trần Quang, Đoàn Châu Mậu, Huy Cường, Ngọc Minh                  |                  | Kriegsfilm                  | Südvietnam                                              | |
| 1970                                                                                |                                      |                                                                                             |                  |                             |                                                         | |
| Nàng                                                                                | Lê Mộng Hoàng                        | Thẩm Thúy Hằng, La Thoại Tân, Xuân Dung, Trần Quang                                         |                  |                             | Südvietnam                                              | |
| Chị Nhung - Das Mädchen Nhung                                                       | Nguyễn Đức Hinh, Đặng Nhật Minh      | Ái Vân, Trần Phương, Thế Anh                                                                |                  |                             | Nordvietnam                                             | |
| Bức tranh để lại                                                                    | Nguyễn Thụ                           | Trần Phương                                                                                 |                  |                             | Nordvietnam                                             | |
| Loan mắt nhung                                                                      | Lê Dân                               | Huỳnh Thanh Trà, Thanh Nga, Tâm Phan, Kim Xuân                                              |                  |                             | Südvietnam                                              | |
| Từ Sài Gòn tới Điện Biên Phủ – From Saigon to Dien Bien Phu                         | Lê Mộng Hoàng                        | Lê Quỳnh, Thẩm Thúy Hằng, Kiều Chinh, Đoàn Châu Mậu, Lily Chen Ching                        |                  |                             | Südvietnam (Mỹ Vân Films, Asia Motion Pictures Company) | |
| Hòa Bình – Hoa-Binh                                                                 | Raoul Coutard                        | Phi Lân, Huỳnh Cazenas, Lê Quỳnh, Marcel Lan Phương, Bùi Thị Thanh, Trần Văn Lịch, Anh Tuấn | Saigon, Biên Hòa | Drama                       | Frankreich, Südvietnam                                  | nach dem Roman La colonne de cendres von Françoise Lorrain, bester Debütfilm bei den Filmfestspielen von Cannes 1970, 1971 für den Oscar als bester internationaler Film nominiert |
| 1971                                                                                |                                      |                                                                                             |                  |                             |                                                         | |
| Không nơi ẩn nấp - Es gibt kein Versteck für sie (DDR)                              | Phạm Kỳ Nam                          | Thế Anh, Trịnh Thịnh, Huy Công                                                              |                  |                             | Nordvietnam                                             | |
| Người tình không chân dung - Faceless Lover                                         | Hoàng Vĩnh Lộc                       | Kiều Chinh, Trần Quang, Hà Huyền Chi                                                        |                  | Kriegsfilm                  | Südvietnam                                              | |
| Như hạt mưa sa                                                                      | Bùi Sơn Duân                         | Thẩm Thúy Hằng, Trần Quang, Bạch Tuyết                                                      |                  |                             | Südvietnam                                              | |
| Đường về quê mẹ                                                                     | Bùi Ðình Hạc                         | Lâm Tới, Thế Anh, Trịnh Thịnh                                                               |                  |                             | Nordvietnam                                             | Goldener Lotus (Bông sen vàng) des 2. Vietnam Film Festivals 1973 |
| Chuyện vợ chồng anh Lực AT: Vợ chồng anh Lực                                        | Trần Vũ, Vũ Lê Ma                    | Trịnh Thịnh                                                                                 |                  |                             |                                                         | Goldener Lotus (Bông sen vàng) des 2. Vietnam Film Festivals 1973 |
| Chân trời tím – The Purple Horizon                                                  | Lê Hoàng Hoa                         | Hùng Cường, Kim Vui, Mộng Tuyền, Hà Huyền Chi, Trần Đỗ Cung                                 |                  |                             | Südvietnam                                              | |
| 1972                                                                                |                                      |                                                                                             |                  |                             |                                                         | |
| Nhà tôi                                                                             | Lê Dân                               | La Thoại Tân, Hà Huyền Chi                                                                  |                  |                             | Südvietnam                                              | |
| Lan và Điệp                                                                         | Lê Dân                               | Thanh Nga, Thanh Tú, Bạch Tuyết, Ba Vân, Ngọc Giàu                                          |                  |                             | Südvietnam                                              | |
| Sóng tình                                                                           | Đinh Xuân Hòa                        | Thẩm Thúy Hằng                                                                              |                  |                             | Südvietnam, Republik China                              | |
| Xa lộ không đèn                                                                     | Hoàng Anh Tuấn                       | Thanh Nga                                                                                   |                  |                             | Südvietnam                                              | |
| Bão tình                                                                            | Lưu Bạch Đàn                         | Kiều Chinh, Ôn Văn Tài                                                                      |                  |                             | Südvietnam                                              | |
| Người cô đơn                                                                        | Hoàng Thi Thơ                        | Vân Hùng, Thanh Nga                                                                         |                  |                             | Südvietnam                                              | |
| Như giọt sương khuya                                                                | Bùi Sơn Duân                         | Trần Quang, Bạch Tuyết                                                                      |                  |                             | Südvietnam                                              | |
| Vĩ tuyến 17 ngày và đêm en: 17th Parallel, Nights and Days                          | Hải Ninh                             | Trà Giang, Lâm Tới                                                                          |                  | Kriegsfilm                  | Nordvietnam                                             | 8. Internationales Filmfestival Moskau: Beste Schauspielerin 1973 |
| 1973                                                                                |                                      |                                                                                             |                  |                             |                                                         | |
| Bài ca ra trận                                                                      | Trần Đắc                             | Dũng Nhi, Như Quỳnh                                                                         |                  | Kriegsfilm                  | Nordvietnam                                             | |
| Độ dốc de: Der Abhang                                                               | Lê Đăng Thực                         | Huy Công, Tuệ Minh, Trần Đình Thọ, Mạnh Linh, Trịnh Thịnh                                   |                  |                             | Nordvietnam                                             | |
| Trường tôi                                                                          | Lê Dân                               | Tuyết Lan, Quốc Dũng, Thanh Lan                                                             |                  |                             | Südvietnam                                              | |
| Nắng chiều                                                                          | Lý Đức Thư                           | Thanh Nga                                                                                   |                  |                             | Südvietnam, Hongkong                                    | |
| Chiếc bóng bên đường                                                                | Nguyễn Văn Tường                     | Thành Được, Kiều Chinh, Kim Cương                                                           |                  |                             | Südvietnam                                              | |
| Tứ quái Sài Gòn                                                                     | La Thoại Tân                         | La Thoại Tân, Khả Năng, Thanh Việt, Tùng Lâm, Thẩm Thúy Hằng, Kim Cương                     |                  | Filmkomödie                 | Südvietnam                                              | |
| Điệp vụ tìm vàng                                                                    | Philip Chalong                       | Thẩm Thúy Hằng                                                                              |                  |                             | Thailand, Hongkong, Südvietnam                          | |
| Đất khổ                                                                             | Hà Thúc Cần                          | Trịnh Công Sơn, Kim Cương, Sơn Nam, Thành Tâm                                               |                  |                             | Südvietnam                                              | |
| Ngôi Sao Trên Biển                                                                  | Đặng Nhật Minh                       | Hổ Thái, Danh Tấn, Huy Công                                                                 |                  |                             |                                                         | |
| 1974                                                                                |                                      |                                                                                             |                  |                             |                                                         | |
| Đến hẹn lại lên                                                                     | Trần Vũ                              | Như Quỳnh, Vũ Tú Lâm, Cao Khương                                                            |                  |                             | Nordvietnam                                             | Goldener Lotus (Bông sen vàng) des 3. Vietnam Film Festivals 1975 |
| Năm vua hề về làng                                                                  | Lê Mộng Hoàng                        | Thanh Hoài, La Thoại Tân, Thanh Nga, Thẩm Thúy Hằng                                         |                  |                             | Südvietnam                                              | |
| Em bé Hà Nội de: Das Mädchen aus Hanoi                                              | Hải Ninh                             | Trà Giang, Thế Anh, Lan Hương, Thanh Tú                                                     |                  | Kriegsfilm                  | Nordvietnam                                             | Goldener Lotus (Bông sen vàng) des 3. Vietnam Film Festivals 1975 |
| 1975                                                                                |                                      |                                                                                             |                  |                             |                                                         | |
| Giỡn mặt tử thần                                                                    | Đỗ Tiến Đức                          | Thẩm Thúy Hằng                                                                              |                  |                             | Südvietnam                                              | |
| Mùa Gió Chướng – Zeit der Stürme                                                    | Nguyễn Hồng Sến                      | Thuy Lien, Ly Huynh, Minh Dang, Thuy An, Nguyen Phuc                                        |                  | Kriegsfilm                  |                                                         | |
| 1976                                                                                |                                      |                                                                                             |                  |                             |                                                         | |
| Sao Tháng 8 (Sao Tháng Tám)                                                         | Trần Đắc                             | Thanh Tú, Đức Hoàn, Dũng Nhi, Thu An                                                        |                  |                             | Nordvietnam                                             | Goldener Lotus (Bông sen vàng) des 4. Vietnam Film Festivals 1977 |
| Ngày lễ Thánh – Das heilige Fest                                                    | Bạch Diệp                            | Trà Giang, Như Quỳnh, Thế Anh                                                               |                  |                             | Nordvietnam                                             | |

## 1977 bis 1986
| Filmtitel                                                                  | Regisseur                               | Schauspieler                                                                     | Drehort | Genre              | Studio und Kooperationen                                  | Anmerkungen |
| -------------------------------------------------------------------------- | --------------------------------------- | -------------------------------------------------------------------------------- | ------- | ------------------ | --------------------------------------------------------- | --- |
| 1977                                                                       |                                         |                                                                                  |         |                    |                                                           | |
| Mối tình đầu de: Die erste Liebe                                           | Hải Ninh                                | Thế Anh, Trà Giang, Như Quỳnh                                                    |         | Liebesfilm         | Vietnam                                                   | |
| Chuyến Xe Bão Táp – The Strom Rides de: Der Bus nach Hanoi                 | Trần Vũ                                 | Vũ Đình Thân, Thanh Quý, Trịnh Thịnh                                             |         |                    |                                                           | |
| Bài học nhớ đời de: Die unvergeßliche Lehre                                | Châu Huế                                | Van Hoa, Ngoc Dau, Thu Hien, Tran Dinh Tho, Dabh Liem                            |         | Kriminalfilm       |                                                           | |
| Bình Minh Xôn Xao – Land im Morgenrot                                      | Nguyễn Ngọc Trung, Long Vân             | Nguyen Thi Thanh Hiền, Thu Giang, Minh Tram, Huu Hanh, Như Tâm                   |         | Drama              |                                                           | |
| Giữa Hai Làn Nước – Zwischen zwei Strömen                                  | Lam Sơn (Künstlername von Bùi Sơn Duân) |                                                                                  |         | Politthriller      |                                                           | |
| 1978                                                                       |                                         |                                                                                  |         |                    |                                                           | |
| Chom và Sa – Chom and Sa                                                   | Phạm Kỳ Nam                             | Vu van Dung, Nguyen Kien Cuong, Nguyen Thi Bich Van, Nguyen Anh Thai, Dao Ba Son |         |                    |                                                           | |
| Hà Nội mùa chim làm tổ                                                     | Đức Hoàn                                | Như Quỳnh, Trần Vân, Thu An                                                      |         |                    |                                                           | |
| Những Người Đã Gặp - de: Bekannte Gesichter, Verleihtitel: Aufnahmeprüfung | Trần Vũ                                 | Vu Than Quy, Vu Dinh Than, Phuong Thanh                                          |         |                    |                                                           | Fortsetzung von Chuyến Xe Bão Táp (1977), Goldener Lotus (Bông sen vàng) des 5. Vietnam Film Festivals 1980                    |
| 1979                                                                       |                                         |                                                                                  |         |                    |                                                           | |
| Cánh đồng hoang – The Abandoned Field: Free Fire Zone – de: Wildes Feld    | Nguyễn Hồng Sến                         | Lâm Tới, Thúy An                                                                 |         | Kriegsfilm         |                                                           | Goldener Preis des 12. Internationalen Filmfestivals Moskau, Goldener Lotus (Bông sen vàng) des 5. Vietnam Film Festivals 1980 |
| Tiếng gọi phía trước – Only Ahead – Zwischen Abschied und Heimkehr         | Long Vân                                | Huy Công, Đặng Lưu Việt Bảo, Đoàn Dũng, Nguyen Thi Ha, Nguyen Dang Khoa          |         | Drama              |                                                           | Sonderpreis des Internationalen Filmfestivals Moskau 1979.                                                                     |
| Mẹ Vắng Nhà – de: Wir werden auf dich warten, Mutter                       | Nguyễn Khánh Dư                         | Ngọc Thu, Van Dun, Hong Duyen, Thu Hang, Hong Phuong                             |         |                    |                                                           | Goldener Lotus (Bông sen vàng) des 5. Vietnam Film Festivals 1980                                                              |
| Tự thú trước bình minh                                                     | Phạm Kỳ Nam                             | Lê Vân, Thế Anh, Kim Thanh, Trịnh Thịnh                                          |         |                    |                                                           | |
| 1980                                                                       |                                         |                                                                                  |         |                    |                                                           | |
| Chị Dậu – Familie Dau                                                      | Phạm Văn Khoa                           | Le Van, Anh Thai, Nguyen Tuan, Kim Lan, Hoang Anh Duong                          |         |                    |                                                           | |
| 1981                                                                       |                                         |                                                                                  |         |                    |                                                           | |
| Về nơi gió cát – Der andere Mann                                           | Huy Thành                               | Trân Vinh, Huong Xuan, Vi Cuong, Nhât Minh, Huu Hanh                             |         | Fernsehfilm        |                                                           | Goldener Lotus (Bông sen vàng) des 6. Vietnam Film Festivals 1983                                                              |
| Vùng Gió Xoáy – Goldener Reis                                              | Nguyễn Hồng Sến                         | Ly Huynh, Thuy An, Minh Dang, Bac Son, Nguyen Van Day                            |         |                    |                                                           | |
| Khoảng Cách Còn Lại                                                        | Nguyễn Xuân Sơn                         | Lê Trác, Kiều Phượng Loan, Mai Thành, Trần Thu Hằng                              |         |                    |                                                           | |
| 1982                                                                       |                                         |                                                                                  |         |                    |                                                           | |
| Ván bài lật ngửa                                                           | Lê Hoàng Hoa                            | Nguyễn Chánh Tín, Thúy An, Thanh Lan                                             |         | Agentenfilm, Serie | Hãng phim Tổng hợp                                        | |
| Làng Vũ Đại ngày ấy                                                        | Phạm Văn Khoa, Nguyễn Tự Huy            |                                                                                  |         |                    |                                                           | |
| Chiếc vòng bạc de: Der Silberreif                                          | Lam Sơn                                 | Huong Xuan, Ngoc Duc, Trang Quang, Xuan La, Ngoc Thach                           |         |                    |                                                           | |
| Rừng Lạnh – Giftregen aus Übersee                                          | Trần Phương                             | Phương Thanh, Lâm Hùng, Đặng Việt Bảo, Lý Huỳnh                                  |         | Kriegsfilm         |                                                           | |
| 1983                                                                       |                                         |                                                                                  |         |                    |                                                           | |
| Hòn đất                                                                    | Nguyễn Hồng Sến                         | Lý Huỳnh, Thúy An, Hiệp Định                                                     |         | Kriegsfilm         |                                                           | |
| Hồi chuông màu da cam de: Orangefarbene Glocken                            | Nguyễn Ngọc Trung                       | The Anh, Hoang Cuc, Hong Phuc, Le Cung Bac, Alikhan                              |         |                    |                                                           | |
| Thị xã trong tầm tay                                                       | Đặng Nhật Minh                          | Quế Hằng, Tất Bình, Văn Hòa, Quốc Trọng, Hoàng Yến, Đặng Nhật Minh               |         |                    |                                                           | Goldener Lotus (Bông sen vàng) des 6. Vietnam Film Festivals 1983                                                              |
| 1984                                                                       |                                         |                                                                                  |         |                    |                                                           | |
| Còn Lại Một Mình de: Eban, die Frau aus dem Dschungel                      | Nguyễn Hồng Sến                         | Phuong Thanh, Quoc Hung, Robert Hai, Bac Son, Hong Chi                           |         |                    |                                                           | |
| Bao giờ cho đến tháng Mười The Love Doesn’t Come Back                      | Đặng Nhật Minh                          | Lê Vân, Đặng Lưu Việt Bảo, Lại Phú Cường, Nguyễn Hữu Mười                        |         | Drama              |                                                           | Goldener Lotus (Bông sen vàng) des 7. Vietnam Film Festivals 1985                                                              |
| Đàn Chim Trở Về de: ... und wieder male ích weiße Vögel                    | Nguyễn Khánh Dư, Anh Thái               | Quynh Anh, Dang Viet Rao, Huy Cong, Kim Lan, Ngoc Thu                            |         | Kinderfilm         |                                                           | |
| 1985                                                                       |                                         |                                                                                  |         |                    |                                                           | |
| Cuộc chiến ở Moskva de: Die Schlacht um Moskau                             | Juri Nikolajewitsch Oserow              | Juozas Budraitis, Achim Petri, Mikhail Ulyanov, Yakov Tripolsky                  |         |                    | Mosfilm, Filmstudios Barrandov, DEFA, Fafilm Việt Nam     | |
| Tọa độ chết – Coordinates of Death                                         | Samvel Gasparov, Nguyễn Xuân Chân       | Aleksandr Galibin, Lê Vân, Đặng Lưu Việt Bảo, Tatyana Lebedeva, Yury Nazarov     |         |                    | Gorky Film Studio Sowjetunion, Vietnam Feature Filmstudio | |
| Lối rẽ trái trên đường mòn – Die Havarie                                   | Huy Thành                               | Lam Toi, Kim Thanh, Kim Chi, Le Cung Bac, Huy Hung                               |         | Drama              |                                                           | |
| Xa và gần                                                                  | Huy Thành                               | Hà Xuyên                                                                         |         |                    |                                                           | Goldener Lotus (Bông sen vàng) des 7. Vietnam Film Festivals 1985                                                              |
| 1986                                                                       |                                         |                                                                                  |         |                    |                                                           | |
| Nơi bình yên chim hót                                                      | Việt Linh                               | Minh Trang, Lý Hùng                                                              |         |                    |                                                           | |
| Biệt động Sài Gòn                                                          | Long Vân                                | Quang Thái, Hà Xuyên, Thanh Loan, Thương Tín, Thúy An, Bùi Cường, Robert Hải     |         | Agentenfilm, Serie |                                                           | |
| Con thú tật nguyền – Karma                                                 | Hồ Quang Minh                           | Trang Quang, Phuong Dung, Le Cung Bac                                            |         | Kriegsfilm         | Schweiz, Vietnam                                          | |

## 1987 bis 2006
| Filmtitel | Regisseur                                                    | Schauspieler                                                                                  | Drehort            | Genre                                                        | Studio und Kooperationen                                                       | Anmerkungen |
| --- | ------------------------------------------------------------ | --------------------------------------------------------------------------------------------- | ------------------ | ------------------------------------------------------------ | ------------------------------------------------------------------------------ | --- |
| 1987 |                                                              |                                                                                               |                    |                                                              |                                                                                | |
| Cô gái trên sông de: Das Mädchen auf dem Fluß                                                                      | Đặng Nhật Minh                                               | Minh Chau, Anh Dung, Ha Xuyen, Duong Dinh Chau, Tran Van Son                                  |                    |                                                              |                                                                                | |
| Hà Nội trong mắt ai                                                                                                | Trần Văn Thủy                                                |                                                                                               |                    |                                                              |                                                                                | |
| Chuyện tử tế | Trần Văn Thủy                                                |                                                                                               |                    |                                                              |                                                                                | |
| Thằng Bờm | Lê Đức Tiến                                                  |                                                                                               |                    |                                                              |                                                                                | |
| Phiên tòa cần chánh án – The Trial Needs a Judge                                                                   | Việt Linh                                                    | Trần Vịnh, Thanh Điền, Hương Xuân                                                             |                    |                                                              |                                                                                | |
| La femme mariée de Nam Xương                                                                                       | Trần Anh Hùng                                                | Trần Nữ Yên Khê                                                                               |                    | Kurzfilm                                                     | Vietnam, Frankreich                                                            | |
| 1988 |                                                              |                                                                                               |                    |                                                              |                                                                                | |
| Ganh xiếc rong de: Wanderzirkus                                                                                    | Việt Linh (Geburtsname: Nguyễn Việt Linh)                    | Thái Ngân, Thế Anh                                                                            |                    |                                                              |                                                                                | |
| Ngon tháp hà nôi / Những mảnh đời rừng de: Dschungelzeit                                                           | Jörg Foth, Tran Vu                                           |                                                                                               |                    |                                                              | DEFA, DDR                                                                      | |
| Anh và em | Trần Vũ, Nguyễn Hữu Luyện                                    |                                                                                               |                    |                                                              |                                                                                | Goldener Lotus (Bông sen vàng) des 8. Vietnam Film Festivals 1988 |
| Cổ tích cho tuổi mười bảy AT: Truyện cổ tích cho tuổi mười bảy, Chuyện Cổ tích cho tuổi 17, Chuyện Cổ Tích Tuổi 17 | Xuân Sơn                                                     |                                                                                               |                    |                                                              |                                                                                | Goldener Lotus (Bông sen vàng) des 8. Vietnam Film Festivals 1988 |
| Ám ảnh – Obsession                                                                                                 | Đức Hoàn                                                     |                                                                                               |                    |                                                              |                                                                                | |
| 1989 |                                                              |                                                                                               |                    |                                                              |                                                                                | |
| Đêm hội Long Trì                                                                                                   | Hải Ninh                                                     |                                                                                               |                    | Historienfilm                                                |                                                                                | |
| Phạm Công – Cúc Hoa                                                                                                | Lưu Bạch Đàn                                                 |                                                                                               |                    | sog. „Instant Noodles Film“ (Phim Mì Ăn Liền), Historienfilm |                                                                                | nach dem bekannten anonymen Gedicht gleichen Namens aus dem 18. Jahrhundert, siehe auch gleichnamiger Film von 1953                                                                                    |
| 1990 |                                                              |                                                                                               |                    |                                                              |                                                                                | |
| Kiếp phù du | Hải Ninh, Hà Thanh Vân, Trần Quốc Huân                       | Thế Anh, Lê Vân, Trịnh Thịnh                                                                  |                    |                                                              |                                                                                | |
| Số đỏ – Red Number                                                                                                 | Hà Văn Trọng, Lộng Chương                                    | Quốc Trọng, Lộng Chương, Phạm Bằng, Như Quỳnh                                                 |                    | Fernsehserie, Dramedy, Satire                                | Vietnam Feature film Studio (VFS)                                              | nach dem satirischen Roman Das Große Los von Vũ Trọng Phụng, erschienen 1936 |
| Vị đắng tình yêu – The Bitter Taste of Love                                                                        | Lê Xuân Hoàng                                                | Lê Công Tuấn Anh, Thủy Tiên, Lê Tuấn Anh, Lê Cung Bắc                                         |                    | sog. „Instant Noodles Film“                                  |                                                                                | |
| 1991 |                                                              |                                                                                               |                    |                                                              |                                                                                | |
| Canh Bạc | Lưu Trọng Ninh                                               | Thu Hà, Đơn Dương                                                                             |                    |                                                              |                                                                                | |
| White Page | Hồ Quang Minh                                                | Phuong Dung, Phay Phon, Van Thi, Bora, Hari                                                   |                    |                                                              | Schweiz, Vietnam                                                               | |
| La pierre de l’attente                                                                                             | Trần Anh Hùng                                                | Marine Le Luong, Lâm Lê, Trần Nữ Yên Khê (Nu Yên-Khê Tran), Hai Vu                            |                    | Kurzfilm, Drama                                              | Vietnam, Frankreich                                                            | |
| Tráng Sĩ Bồ Đề | Lê Mông Hoàng                                                | Cuong Bui, Minh Chau, Thu Hà                                                                  |                    | sog. „Instant Noodles Film“, Historienfilm                   |                                                                                | |
| Cô Thủ Môn Tội Nghiệp – The Pitiful Female Goalkeeper oder Poor Goalkeeper                                         | Trần Cảnh Đôn                                                | Thanh Mai, Lê Công Tuấn Anh                                                                   |                    | sog. „Instant Noodles Film“                                  |                                                                                | |
| 1992 |                                                              |                                                                                               |                    |                                                              |                                                                                | |
| L’Amant – Người tình - de: Der Liebhaber                                                                           | Jean-Jacques Annaud, Lương Gia Huy, Jane March               |                                                                                               |                    | Liebesfilm                                                   | Frankreich, Vietnam                                                            | |
| Indochine – Đông Dương                                                                                             | Régis Wargnier                                               | Catherine Deneuve, Phạm Linh Đan, Như Quỳnh                                                   |                    | Liebesfilm, Historienfilm                                    | Frankreich, Vietnam                                                            | |
| Diện Biên Phủ – de: Diên Biên Phú – Symphonie des Untergangs                                                       | Pierre Schœndœrffer, Bạch Diệp                               | Donald Pleasence, Patrick Catalifo, Jean-François Balmer, Thế Anh                             |                    |                                                              | Frankreich, Vietnam                                                            | |
| From Hollywood to Hanoi                                                                                            | Tiana Alexandra (Geburtsname: Thị Thanh Nga)                 |                                                                                               |                    | Dokumentation                                                | USA, Vietnam                                                                   | |
| Chuyện Tình Mỵ Châu                                                                                                | Phan Hoàng                                                   |                                                                                               |                    | Historienfilm                                                |                                                                                | |
| Dấu ấn của quỷ – Mark of The Devil                                                                                 | Việt Linh                                                    | Ngọc Hiệp                                                                                     |                    | Drama                                                        |                                                                                | |
| Vĩnh biệt mùa hè – Farewell, Summer                                                                                | Lê Hoàng Hoa                                                 | Việt Trinh, Hồng Hạnh, Hương Giang, Bảo Hạnh, Lê Công Tuấn Anh, Lê Cung Bắc, Kim Xuân         |                    | sog. „Instant Noodles Film“, Liebeskomödie                   | Giai Phóng Film Studio                                                         | |
| Ngôi Sao Cô Đơn – The Lonely Star                                                                                  | Trần Cảnh Đôn                                                | Thanh Hoa, Phương Thảo                                                                        |                    | sog. „Instant Noodles Film“,                                 |                                                                                | |
| 1993 |                                                              |                                                                                               |                    |                                                              |                                                                                | |
| L’Odeur de la papaye verte – Mùi đu đủ xanh – Der Duft der grünen Papaya                                           | Trần Anh Hùng                                                | Trần Nữ Yên Khê, Lư Mẫn San, Trương Thị Lộc, Nguyễn Ánh Hoa                                   |                    |                                                              | Frankreich, Vietnam (Giai Phóng Film Studio)                                   | 1994 als bester fremdsprachiger Film für den Oscar nominiert |
| Nước mắt học trò                                                                                                   | Lý Sơn, Nhật Cường                                           | Lý Hùng, Diễm Hương, Thành Lộc                                                                |                    | sog. „Instant Noodles Film“                                  |                                                                                | |
| Trời và Đất – Heaven & Earth de: Zwischen Himmel und Hölle                                                         | Oliver Stone                                                 | Lê Thị Hiệp, Tommy Lee Jones, Dustin Nguyễn, Le Ly Hayslip                                    |                    |                                                              | USA, Frankreich, Thailand                                                      | |
| Khách Ở Quê Ra | Đức Hoàn                                                     | Quốc Trị, Việt Trinh, Trần Lực                                                                |                    |                                                              |                                                                                | |
| 1994 |                                                              |                                                                                               |                    |                                                              |                                                                                | |
| Em và Michael Jackson de: Ich und Michael Jackson                                                                  | Lưu Huỳnh                                                    |                                                                                               |                    |                                                              |                                                                                | |
| Áo trắng sân trường                                                                                                | Lê Dân                                                       | Lê Công Tuấn Anh, Y Phụng                                                                     |                    | Jugendfilm                                                   |                                                                                | |
| Hoa ban đỏ | Bạch Diệp                                                    | Trần Lực, Thu Hà, Trọng Trinh                                                                 |                    |                                                              |                                                                                | |
| 12A và 4H | Bùi Thạc Chuyên                                              | Huệ Anh, Thu Hương, Thu Hiền                                                                  |                    | Drama, Fernsehfilm                                           |                                                                                | |
| Trở Về | Đặng Nhật Minh                                               | Trần Lực, Nguyễn Thu Huyền                                                                    |                    |                                                              |                                                                                | |
| Người yêu đi lấy chồng – My Sweetheart Is Getting Married                                                          | Nguyễn Vu Chau                                               | Lam Chiuh, Xuan Chiuh, Tam Minh                                                               |                    |                                                              |                                                                                | |
| Giọt lệ Hạ Long – The Teardrop Pearl Of Ha Long                                                                    | Nguyen Huu Phan, Tran Vu                                     | Quyen Linh, Như Quỳnh                                                                         |                    |                                                              |                                                                                | |
| 1995 |                                                              |                                                                                               |                    |                                                              |                                                                                | |
| Xích lô – Cyclo | Trần Anh Hùng                                                | Lê Văn Lộc, Tony Leung Chiu Wai, Trần Nữ Yên Khê, Như Quỳnh                                   |                    |                                                              | Frankreich, Vietnam (Giai Phóng Film Studio), Hongkong                         | |
| Der Papierhut | Van Phuong La                                                |                                                                                               |                    | Kurzfilm                                                     | Deutschland, Vietnam                                                           | |
| Lưỡi dao – Le Couteau                                                                                              | Lê Hoàng                                                     | Mỹ Duyên, Thiệu Ánh Dương, Lê Cung Bắc, Lê Văn Nghĩa                                          |                    |                                                              | Niederlande, Vietnam                                                           | |
| Thương nhớ đồng quê – Nostalgia for Countryland                                                                    | Đặng Nhật Minh                                               | Tat Binh, Van Le, Bich Ngoc                                                                   |                    | Liebesdrama                                                  |                                                                                | |
| A Tale of Love | Trịnh Thị Minh Hà, Jean-Paul Bourdier                        |                                                                                               |                    |                                                              | USA                                                                            | |
| 1996 |                                                              |                                                                                               |                    |                                                              |                                                                                | |
| Xóm nước đen | Đỗ Phú Hải                                                   | Nguyễn Dương, Mỹ Duyên                                                                        |                    | Drama                                                        |                                                                                | |
| Bụi hồng / Gate gate Pāragate – Gone, Gone Forever Gone                                                            | Hồ Quang Minh                                                | Phuc Hoang, Tuân Anh Lê, Dung Phuong                                                          |                    | Drama                                                        |                                                                                | |
| Ai xuôi vạn lý | Lê Hoàng                                                     | Công Ninh, Mộc Miên, Lê Mai                                                                   |                    |                                                              |                                                                                | |
| La Dame de Saïgon                                                                                                  | Jocelyne Saab                                                |                                                                                               |                    | Dokumentarfilm                                               | Frankreich                                                                     | Porträt der vietnamesischen Ärztin und Widerstandskämpferin Dương Quỳnh Hoa |
| 1997 |                                                              |                                                                                               |                    |                                                              |                                                                                | |
| Cảnh sát hình sự                                                                                                   |                                                              |                                                                                               |                    | Kriminalfilm, Fernsehserie                                   |                                                                                | |
| Hà Nội: Mùa Đông năm 46                                                                                            | Đặng Nhật Minh                                               | Tiến Hợi, Quách Thu Phương, Võ Hoài Nam, Mai Thu Huyền, Đức Khuê                              |                    |                                                              |                                                                                | |
| Đất phương Nam | Nguyễn Vinh Sơn                                              | Hùng Thuận, Phùng Ngọc, Thúy Loan, Thanh Điền, Lê Quang                                       |                    | Drama                                                        |                                                                                | Hauptpreis des Giải Mai vàng, Vietnam, für die beste Regie 1997 |
| Ngã ba Đồng Lộc | Lưu Trọng Ninh                                               |                                                                                               |                    |                                                              |                                                                                | Goldener Lotus (Bông sen vàng) des 12. Vietnam Film Festivals 1999 |
| 1998 |                                                              |                                                                                               |                    |                                                              |                                                                                | |
| Tiếng vĩ cầm ở Mỹ Lai                                                                                              | Trần Văn Thủy                                                |                                                                                               |                    | Dokumentation                                                |                                                                                | |
| Những người thợ xẻ                                                                                                 | Vương Đức                                                    |                                                                                               |                    |                                                              |                                                                                | |
| 1999 |                                                              |                                                                                               |                    |                                                              |                                                                                | |
| Đường trần – Passage of Life de: Lebensabschnitt                                                                   | Lưu Huỳnh                                                    |                                                                                               |                    |                                                              |                                                                                | |
| Chung cư – The Building                                                                                            | Việt Linh                                                    | Đơn Dương, Minh Trang                                                                         |                    |                                                              | Vietnam, Frankreich                                                            | |
| Ba Mùa – Three Seasons AT: Saigon Stories                                                                          | Tony Bui                                                     | Ngọc Hiệp, Đơn Dương, Nguyễn Hữu Được, Harvey Keitel                                          |                    |                                                              | USA, Vietnam (Giai Phóng Film Studio)                                          | Publikumspreis und Großer Preis der Jury beim Sundance Film Festival 1999 |
| Đồng tiền xương máu                                                                                                | Đinh Đức Liêm                                                | Cát Tường, Chi Bảo, Trương Ngọc Ánh, Lâm Tới                                                  |                    |                                                              |                                                                                | Hauptpreis des Giải Mai vàng, Vietnam, für die beste Regie 1999 |
| Đời cát – Sandy Lives – Auf Sand gebaut                                                                            | Nguyễn Thanh Vân                                             | Mai Hoa, Hong Anh, Don Duong, Cong Ninh                                                       |                    | Kriegsdrama                                                  |                                                                                | Goldener Lotus (Bông sen vàng) des 13. Vietnam Film Festivals 2000, Hauptpreis des Giải Mai vàng, Vietnam, für die beste Regie 2000                                                                    |
| Tiếng vĩ cầm ở Mỹ Lai – The Sound of the Violin in My Lai                                                          | Trần Văn Thủy                                                |                                                                                               |                    | Kurzfilm                                                     |                                                                                | Asia-Pacific Film Festival 2000 – Bester Dokumentarfilm |
| 2000 |                                                              |                                                                                               |                    |                                                              |                                                                                | |
| Mùa hè chiều thẳng đứng – The Vertical Ray of the Sun de: Ein Sommer in Hanoi                                      | Trần Anh Hùng                                                | Trần Nữ Yên Khê, Như Quỳnh, Ngô Quang Hải, Đỗ Thị Hải Yến                                     |                    |                                                              | Frankreich, Deutschland, Vietnam                                               | |
| Mùa Ổi – Die Zeit der Guaven                                                                                       | Đặng Nhật Minh                                               | Lan Huong Nguyen, Thu Thuy Pham, Thi Huong Thao Le, Bai Binh Bui, Khac Lam Pham               |                    |                                                              | Vietnam, Frankreich                                                            | Goldener Lotus (Bông sen vàng) des 13. Vietnam Film Festivals 2000 |
| Bến Không Chồng – Wharf of Widows de: Das Ufer der Frauen ohne Männer                                              | Lưu Trọng Ninh                                               | Thuy Ha, Luu Trong Ninh, Minh Chau, Nhu Quynh                                                 |                    |                                                              |                                                                                | |
| Chiếc chìa khóa vàng – The Golden Key                                                                              | Lê Hoàng                                                     |                                                                                               |                    | Kriegsfilm, Liebesfilm                                       |                                                                                | |
| 2001 |                                                              |                                                                                               |                    |                                                              |                                                                                | |
| Green Dragon – Rồng xanh                                                                                           | Timothy Linh Bùi                                             | Patrick Swayze, Forest Whitaker, Đơn Dương, Lê Thị Hiệp, Kiều Chinh                           |                    |                                                              | USA                                                                            | |
| Vật đổi sao dời | Charlie Nguyễn (Geburtsname: Nguyễn Chánh Trực)              | Vân Sơn, Bảo Liêm, Việt Thảo                                                                  |                    |                                                              |                                                                                | |
| Xe đạp | Nguyễn Thị, Phương Hoa                                       |                                                                                               |                    | Trickfilm, Kinderfilm                                        |                                                                                | |
| Sự tích cái nhà sàn                                                                                                | Hà Bắc                                                       |                                                                                               |                    | Trickfilm                                                    |                                                                                | |
| Thung lũng hoang vắng – The Deserted Valley                                                                        | Phạm Nhuệ Giang                                              | Hâu Nguyen Duy, Anh Hong, Hanh Tuyet                                                          |                    |                                                              |                                                                                | Hauptpreis des Giải Mai vàng, Vietnam, für die beste Regie 2001 |
| 2002 |                                                              |                                                                                               |                    |                                                              |                                                                                | |
| Mê Thảo, thời vang bóng                                                                                            | Việt Linh                                                    | Đơn Dương, Dũng Nhi, Minh Trang                                                               |                    |                                                              | Vietnam, Frankreich                                                            | |
| Der stille Amerikaner vn.: Người Mỹ trầm lặng                                                                      | Phillip Noyce                                                | Michael Caine, Brendan Fraser, Đỗ Thị Hải Yến, Ngô Quang Hải                                  |                    |                                                              | Deutschland, USA, UK, Australien, Frankreich, Vietnam (Giai Phóng Film Studio) | |
| Xe đạp và ô tô | Nguyễn Thị, Phương Hoa                                       |                                                                                               |                    | Trickfilm, Kinderfilm                                        |                                                                                | |
| Hinh Bóng, de: Schattenwelt                                                                                        | Robin von Hardenberg                                         | Minh-Khai Phan-Thi, Maverick Queck, Nguyen Tung Lam                                           |                    | Kurzfilm                                                     | Deutschland, Vietnam                                                           | |
| Xe lăn | Vũ Thành Vinh                                                | Phương Dung, Huệ Minh, Trường Thịnh, Hữu Bình                                                 |                    |                                                              |                                                                                | Hauptpreis des Giải Mai vàng, Vietnam, für die beste Regie 2002 |
| Lưới trời | Phi Tiến Sơn                                                 |                                                                                               |                    |                                                              |                                                                                | Hauptpreis des Giải Mai vàng, Vietnam, für die beste Regie 2003 |
| Vua bãi rác – Foul King                                                                                            | Đỗ Minh Tuấn                                                 | Võ Hoài Nam, Nguyễn Bích Ngọc, Cường Túc, Trần Hạnh, Doãn Hoàng Kiên                          |                    | Liebesdrama                                                  |                                                                                | |
| 2003 |                                                              |                                                                                               |                    |                                                              |                                                                                | |
| Ngày giỗ – The Anniversary                                                                                         | Ham Tran (Geburtsname: Trần Hàm)                             | Jayvee Mai Thế Hiệp, Đơn Dương                                                                |                    | Kurzfilm                                                     | USA, Vietnam                                                                   | |
| Gái nhảy – Bar Girls                                                                                               | Lê Hoàng                                                     | Mỹ Duyên, Minh Thư, Anh Vũ                                                                    |                    | Drama                                                        |                                                                                | |
| Chuyện hai chiếc bình                                                                                              | Đàm Minh Chí                                                 |                                                                                               |                    | Trickfilm, Kinderfilm                                        |                                                                                | |
| Cuộc phiêu lưu của Ong Vàng                                                                                        | Phạm Minh Trí, Nguyễn Thái Hùng, Trần Thanh Việt             |                                                                                               |                    | Trickfilm, Kinderfilm                                        |                                                                                | |
| Ve Vàng và Dế Lửa                                                                                                  | Phùng Văn Hà                                                 |                                                                                               |                    | 3D-Trickfilm, Kinderfilm                                     |                                                                                | |
| Buổi Sáng Đầu Năm – First Morning                                                                                  | Victor Vũ                                                    |                                                                                               |                    |                                                              |                                                                                | |
| Người đàn bà mộng du                                                                                               | Nguyễn Thanh Vân                                             |                                                                                               |                    |                                                              |                                                                                | Goldener Lotus (Bông sen vàng) des 14. Vietnam Film Festivals 2004 |
| Mein Vietnam – Land und kein Krieg                                                                                 | Minh-Khai Phan-Thi, Richard Ladkani                          |                                                                                               |                    | Dokumentarfilm                                               | Koproduktion: Zero Film GmbH, Deutschland, und ZDF                             | |
| 2004 |                                                              |                                                                                               |                    |                                                              |                                                                                | |
| Mùa len trâu – Gardien de Buffles – The Buffalo Boy                                                                | Minh Nguyen-Vo (Geburtsname: Nguyễn Võ Nghiêm Minh)          | Lê Thế Lữ, Nguyễn Thị Kiều Trinh, Nguyễn Hữu Thanh                                            | Cà Mau (Provinz)   |                                                              | Global Film Initiative – Frankreich, Belgien, Vietnam (Giai Phóng Film Studio) | |
| Ký ức Điện Biên – Erinnerungen an Dien Bien Phu                                                                    | Đỗ Minh Tuấn                                                 |                                                                                               |                    | Drama                                                        |                                                                                | |
| Oan hồn – Spirits                                                                                                  | Victor Vũ                                                    | Tuấn Cường, Kathy Uyên, Kathleen Lương, Catherine Thúy Ái                                     |                    | Horrorfilm                                                   | USA, Vietnam                                                                   | |
| Ngọn nến Hoàng cung                                                                                                | Nguyễn Quốc Hưng                                             | Huỳnh Anh Tuấn, Yến Chi, Trương Ngọc Ánh                                                      |                    | Drama                                                        |                                                                                | Hauptpreis des Giải Mai vàng, Vietnam, für die beste Regie 2004 |
| Kính vạn hoa | Nguyễn Minh Chung, Đỗ Phú Hải                                | Anh Đào, Ngọc Trai, Vũ Long                                                                   |                    | Kinderfilm, Fernsehfilm                                      |                                                                                | Hauptpreis des Giải Mai vàng, Vietnam, für die beste Regie 2005 |
| Những cô gái chân dài                                                                                              | Vũ Ngọc Đãng                                                 | Minh Anh, Anh Thư, Xuân Lan, Thanh Hằng, Dương Yến Ngọc, Ngọc Nga                             |                    | Filmkomödie, Actionfilm                                      |                                                                                | |
| Nữ tướng cướp – Gangsta Girls                                                                                      | Lê Hoàng                                                     | Lam Truong, Bang Lang                                                                         |                    | Kriminalfilm, Drama                                          | Thien Ngan Galaxy                                                              | |
| Lục Vân Tiên | Phương Điền                                                  |                                                                                               |                    | Historienfilm                                                |                                                                                | |
| 2005 |                                                              |                                                                                               |                    |                                                              |                                                                                | |
| Đường thư | Bùi Tuấn Dũng                                                | Quốc Tuấn, Lưu Hà, Tuấn Tú                                                                    |                    | Kriegsfilm                                                   |                                                                                | |
| Thời xa vắng | Hồ Quang Minh                                                | Ngô Thế Quân, Hồ Phương Dung, Nguyễn Thị Huyền                                                |                    |                                                              |                                                                                | |
| Hà Nội, Hà Nội | Bùi Tuấn Dũng, Lý Vĩ                                         | Can Đình Đình, Minh Tiệp, Hoàng Hải, Quách Thu Phương                                         |                    |                                                              |                                                                                | Goldener Lotus (Bông sen vàng) des 15. Vietnam Film Festivals 2007 |
| Sống trong sợ hãi                                                                                                  | Bùi Thạc Chuyên                                              | Trần Hữu Phúc, Đặng Thị Mỹ Uyên                                                               |                    |                                                              | Vietnam, Japan                                                                 | |
| Hương phù sa | Võ Tấn Bình                                                  | Tăng Thanh Hà, Kim Hiền, Quốc Thái, Huỳnh Anh Tuấn, Minh Thư                                  |                    | Drama                                                        |                                                                                | |
| Hạt mưa rơi bao lâu – Bridge of Silence                                                                            | Đoàn Minh Phượng, Doàn Thanh Nghia                           |                                                                                               |                    |                                                              | Deutschland, Vietnam                                                           | |
| Khi đàn ông có bầu – When Men Get Pregnant                                                                         | Phạm Hoàng Nam                                               | Nguyễn Phi Hùng, Kim Thư, Việt Anh, Hồng Nga, Tấn Beo, Trương Ngọc Ánh                        |                    | Filmkomödie                                                  |                                                                                | |
| 1735 km | Nguyễn Nghiêm Đăng Tuấn                                      | Dương Yến Ngọc, Khánh Trình                                                                   |                    | Filmkomödie, Liebesfilm                                      | Ky Dong Productions                                                            | |
| 2006 |                                                              |                                                                                               |                    |                                                              |                                                                                | |
| Saigon Love Story                                                                                                  | Ringo Le                                                     | Ngô Thanh Vân, Duc Tien, Hứa Vĩ Văn, Yen Vy, Chanh Tin                                        | Saigon, Phan Thiết | Musical                                                      | Celluloid Dragon Pictures, USA                                                 | |
| Đẻ mướn | Lê Bảo Chung                                                 | Chi Bảo, Hà Kiều Anh, Kim Thư, Minh Đạt, Duy Mạnh                                             |                    |                                                              |                                                                                | Hauptpreis des Giải Mai vàng, Vietnam, für die beste Regie 2006 |
| Áo lụa Hà Đông de: Das weiße Seidenkleid                                                                           | Lưu Huỳnh                                                    | Trương Ngọc Ánh, Nguyễn Quốc Khánh, Như Quỳnh                                                 |                    |                                                              |                                                                                | Hauptpreis des Giải Mai vàng, Vietnam, für die beste Regie 2007, Hauptpreis in fünf Kategorien des Cánh diều vàng, Vietnam, sowie Publikumspreis 2006 des Busan International Film Festivals, Südkorea |
| Vượt Sóng – Journey from the Fall                                                                                  | Ham Tran (Geburtsname: Trần Hàm)                             | Kiều Chinh, Nguyễn Long, Diễm Liên, Cát Ly                                                    |                    |                                                              | USA                                                                            | |
| Chuyện của Pao de: Paos Geschichte                                                                                 | Ngô Quang Hải                                                | Đỗ Thị Hải Yến                                                                                |                    |                                                              |                                                                                | |
| Vũ điệu tử thần | Bùi Tuấn Dũng                                                | Thanh Thúy, Tuấn Tú, Bình Minh                                                                |                    | Thriller                                                     |                                                                                | |
| Tình yêu còn mãi                                                                                                   | Nguyễn Lê Dũng, Nguyễn Đông Phương                           | Nguyệt Ánh, Lý Nhã Kỳ                                                                         |                    | Drama                                                        |                                                                                | |
| Mùi ngò gai | Kim Hyo Joong, Han Chul Soo, Chu Trương Thiện, Trần Hữu Phúc | Ngọc Trinh, Kim Xuân, Thành Lộc, Việt Anh, Tấn Beo, Đình Toàn, Mỹ Duyên, Thanh Thủy, Hòa Hiệp |                    | Drama                                                        |                                                                                | |
| Hồn Trương Ba, da hàng thịt – Trương Ba’s Soul, Butcher’s Body                                                     | Nguyễn Quang Dũng                                            | Johnny Trí Nguyễn, Phước Sang, Anh Thư, Minh Thuận, Phương Thanh                              |                    | Filmkomödie                                                  |                                                                                | |

## 2007 bis 2019
| Filmtitel | Regisseur                                       | Schauspieler | Drehort                     | Genre                                        | Studio und Kooperationen                                                         | Anmerkungen |
| --- | ----------------------------------------------- | --- | --------------------------- | -------------------------------------------- | -------------------------------------------------------------------------------- | --- |
| 2007 |                                                 | |                             |                                              |                                                                                  | |
| Der Ruf der Geckos | Van Phuong La (Là Văn Phương)                   | Châu Belle Dinh, Dulcie Smart |                             | Drama                                        | Bayerischer Rundfunk, Schweizer Fernsehen                                        | |
| My Little World | Mike Nguyen                                     | |                             | Trickfilm                                    |                                                                                  | |
| Cú và chim se sẻ – Owl and the Sparrow                                                                                                   | Stephane Gauger                                 | Phạm Thị Hân, Cát Ly, Lê Thế Lữ |                             |                                              | Vietnam, USA                                                                     | |
| Sài Gòn nhật thực – Saigon Eclipse | Othello Khanh                                   | |                             |                                              |                                                                                  | |
| Dòng Máu Anh Hùng – The Rebel | Charlie Nguyễn                                  | Johnny Trí Nguyễn, Ngô Thanh Vân, Dustin Nguyễn                                                                                      |                             | Actionfilm                                   |                                                                                  | |
| Chuyện tình yêu | Xuân Phước                                      | Châu Gia Kiệt, Lý Nhã Kỳ |                             | Drama                                        |                                                                                  | |
| Ghen de: Eifersucht | Nguyễn Anh Tuấn                                 | Lưu Bảo Anh, Minh Thư, Nguyên Vũ, Thùy Lâm, Huỳnh Anh Tuấn, ...                                                                      |                             | Drama                                        | M & T Pictures Film Company                                                      | |
| Mười: Truyền thuyết về bức chân dung - 므이 – Muoi: The Legend of a Portrait                                                             | Kim Tae Kyeong                                  | Jo An, Cha Ye Ryun, Anh Thư, Hồng Ánh, Bình Minh                                                                                     |                             | Horrorfilm                                   | Südkorea, Vietnam                                                                | |
| Cô dâu vàng | Woon Goon Il                                    | Lee Young Ah, Song Chang Ui, Choi Yeo Jin, Kim Hee Chul, Như Quỳnh                                                                   |                             | Drama                                        |                                                                                  | |
| Đêm trong căn nhà hoang – Night in Abandoned House                                                                                       | Nguyễn Khanh                                    | Huỳnh Thi, Monalisa Nguyễn |                             | Horrorfilm                                   |                                                                                  | |
| Oh, Saigon | Đoan Hoàng                                      | |                             | Dokumentarfilm                               | USA, Vietnam                                                                     | |
| 2008 |                                                 | |                             |                                              |                                                                                  | |
| Rừng đen – Black Forest | Vương Đức                                       | Thạch Kim Long, Nguyễn Thị Kiều Trinh, Trần Hạnh, Minh Nguyệt, Thanh Hà, Trần Văn Duống                                              |                             | Drama                                        |                                                                                  | |
| Cô gái xấu xí | Nguyễn Minh Chung                               | Ngọc Hiệp, Chi Bảo, Lan Phương |                             | Drama                                        |                                                                                  | |
| Bỗng dưng muốn khóc | Vũ Ngọc Đãng                                    | Lương Mạnh Hải, Tăng Thanh Hà, Hiếu Hiền, Đỗ Trung Quân                                                                              |                             | Drama                                        |                                                                                  | Hauptpreis des Giải Mai vàng, Vietnam, für die beste Regie 2008 |
| Nụ hôn thần chết | Nguyễn Quang Dũng                               | Johnny Trí Nguyễn, Thanh Hằng, Thành Lộc, Phương Thanh, Hoài Linh                                                                    |                             | Filmkomödie                                  |                                                                                  | |
| Trăng Nơi Đáy Giếng – The Moon at the Bottom of the Well                                                                                 | Nguyễn Vinh Sơn                                 | Anh Hong, Vy Thanh, Cao De Hoang, Thi Ha                                                                                             |                             | Liebesdrama                                  | Vietnam, Frankreich                                                              | |
| 2009 |                                                 | |                             |                                              |                                                                                  | |
| Đừng Đốt – Don’t Burn | Đặng Nhật Minh                                  | Minh Hương, Tina Dương, Ben Rindner                                                                                                  |                             | Doku-Drama über Đặng Thùy Trâm               |                                                                                  | Goldener Lotus (Bông sen vàng) des 16. Vietnam Film Festivals 2009 |
| Bẫy Rồng – Clash de: Clash – Die Söldner                                                                                                 | Lê Thanh Sơn                                    | Johnny Trí Nguyễn, Thanh Vân Ngô, Hiếu Hiền                                                                                          |                             | Actionfilm                                   |                                                                                  | |
| Chơi vơi – Vertiges – Adrift | Bùi Thạc Chuyên                                 | Phạm Linh Đan, Đỗ Thị Hải Yến, Johnny Trí Nguyễn, Nguyễn Duy Khoa                                                                    |                             |                                              | Feature Film Studio n°1, Vietnam, Acrobates Films, Frankreich                    | gezeigt in der Sektion Orizzonti des 66. Filmfestivals von Venedig 2009, Auszeichnung als bester Film durch die italienische Filmkritikervereinigung SNCCI |
| 14 Ngày Phép – 14 Days | Nguyễn Trọng Khoa                               | |                             |                                              |                                                                                  | |
| Mother Fish, AT: Missing Water | Đỗ Khoa                                         | Kathy Nguyen, Sheena Pham, Hieu Phan, Vico Thai                                                                                      |                             |                                              | Titan View, Australien                                                           | |
| Giải cứu thần chết | Nguyễn Quang Dũng                               | Minh Hằng, Chí Thiện, Thành Lộc, Hồng Nhung, Phương Thanh, Siu Black                                                                 |                             | Filmkomödie                                  |                                                                                  | |
| Nhiệm vụ đặc biệt | Bùi Tuấn Dũng                                   | Thanh Thúy, Võ Thành Tâm, Đào Vân Anh, Hoàng Phúc                                                                                    |                             | TV-Thriller                                  |                                                                                  | |
| I Come with the Rain – Và anh đến trong cơn mưa                                                                                          | Trần Anh Hùng                                   | Josh Hartnett, Elias Koteas, Lee Byung-hun, Takuya Kimura, Shawn Yue, Trần Nữ Yên Khê                                                |                             | Thriller                                     | Central Films, Frankreich                                                        | |
| Cô nàng bất đắc dĩ – Unavoidable Girl | Hồng Ngân, Xuân Cường                           | Đức Hải, Vũ Thu Phương | Ho-Chi-Minh-Stadt           | Fernsehserie                                 | Kiết Tường, Vietnam                                                              | Unter Lizenz von Lalola (lal♂l♀), Argentinien |
| Tình án | Võ Việt Hùng                                    | Trương Quỳnh Anh, Huỳnh Anh Tuấn, Trương Minh Quốc Thái, Quế Phương                                                                  |                             |                                              |                                                                                  | Hauptpreis des Giải Mai vàng, Vietnam, für die beste Regie 2009 |
| Huyền thoại bất tử | Lưu Huỳnh                                       | |                             | Drama, Martial-Arts                          |                                                                                  | |
| Chuyện tình xa xứ – Passport to Love | Victor Vũ                                       | |                             | Liebeskomödie                                |                                                                                  | |
| 2010 |                                                 | |                             |                                              |                                                                                  | |
| Bi, đừng sợ! – Bi, n’aie pas peur! de: Hab keine Angst, Bi!                                                                              | Phan Đăng Di                                    | Phan Thành Minh, Nguyễn Thị Kiều Trinh, Trần Tiến, Mai Châu                                                                          |                             |                                              | Deutschland, Frankreich, Vietnam                                                 | |
| Lều chõng | Nguyễn Thanh Vân, Ngô Huy Hoàng                 | Nguyễn Chí Trung, Như Quỳnh |                             |                                              |                                                                                  | |
| Đi qua ngày biển động | Bùi Tuấn Dũng                                   | Võ Thành Tâm, Bảo Yến |                             |                                              |                                                                                  | |
| Thái sư Trần Thủ Độ | Đào Duy Phúc                                    | Thiên Bảo, Hứa Vĩ Văn, Lã Thanh Huyền, Võ Thành Tâm, Bùi Bài Bình                                                                    |                             |                                              |                                                                                  | |
| Để Mai tính | Charlie Nguyễn                                  | Dustin Nguyễn, Kathy Uyên, Thái Hòa, Charlie Nguyễn                                                                                  |                             | Komödie                                      |                                                                                  | |
| Cá Rô Em Yêu Anh | Phương Điền                                     | Tường Vi, Bình Minh |                             |                                              |                                                                                  | |
| Giao lộ định mệnh | Victor Vũ                                       | Trần Bảo Sơn, Vũ Thu Phương |                             |                                              |                                                                                  | |
| Bí thư Tỉnh ủy | Quốc Trọng, Trần Trọng Khôi                     | Dũng Nhi, Minh Châu, Mai Hoa, Đức Trung                                                                                              |                             |                                              |                                                                                  | |
| Lý Công Uẩn: Đường tới thành Thăng Long                                                                                                  | Cận Đức Mậu, Tạ Huy Cường                       | Phạm Tiến Lộc |                             | historische Fernsehserie                     | Trường Thành Media, Vietnam, Volksrepublik China                                 | Zum 1000. Jahrestag von Thăng Long – Hà Nội |
| Khát vọng Thăng Long – The Prince and the Pagoda Boy                                                                                     | Trong Ninh Luu (Geburtsname: Lưu Trọng Ninh)    | Quách Ngọc Ngoan, Vũ Đình Toàn, Nguyễn Thu Trang, Ngô Mỹ Uyên                                                                        |                             | Historien-Drama                              |                                                                                  | |
| Cánh đồng bất tận – The Floating Lives                                                                                                   | Tạo Nguyễn Phan Quang Bình                      | Dustin Nguyễn, Đỗ Thị Hải Yến, Võ Thanh Hòa, Lan Ngọc, Tăng Thanh Hà                                                                 |                             | Drama                                        |                                                                                  | Nach einer Novelle von Nguyễn Ngọc Tư |
| Cho một tình yêu | Nguyễn Tranh, Lê Hóa, Mỹ Tâm                    | Mỹ Tâm, Quang Dũng, Tuấn Hưng |                             |                                              |                                                                                  | |
| Cổng mặt trời | Nguyễn Dương                                    | Phim Tâm Lý |                             |                                              | Công Ty Cổ Phần Nhất Tâm Lasta Film und Ho Chi Minh City Television              | Hauptpreis des Giải Mai vàng, Vietnam, als bester Film 2010 |
| Tây Sơn hào kiệt | Lý Huỳnh, Lý Hùng, Phượng Hoàng                 | |                             | Historienfilm                                |                                                                                  | |
| Long thành cầm giả ca | Đào Bá Sơn                                      | |                             | Historienfilm                                |                                                                                  | |
| Về Đất Thăng Long | Trần Ngọc Phong, Đinh Thái Thụy, Lê Chí Bửu     | |                             | Historienfilm                                |                                                                                  | |
| Những Nụ Hôn Rực Rỡ | Nguyễn Quang Dũng                               | Minh Hằng, Thuy Tien |                             | Musikfilm                                    |                                                                                  | |
| 2011 |                                                 | |                             |                                              |                                                                                  | |
| Hot boy nổi loạn – Lost in Paradise | Vũ Ngọc Đãng                                    | Lương Mạnh Hải, Hồ Vĩnh Khoa, Linh Sơn, Phương Thanh, Hiếu Hiền                                                                      |                             |                                              |                                                                                  | Langtitel: Hot boy nổi loạn và câu chuyện về thằng Cười, cô gái điếm và con vịt |
| Thiên sứ... 99 | Nguyễn Minh Cao                                 | Huỳnh Anh, Vũ Phạm Diễm My |                             |                                              |                                                                                  | |
| Bóng ma học đường | Lê Bảo Trung                                    | Hoài Linh, Nguyễn Tuấn Anh |                             | Actionfilm, 3D                               | LBT Entertainment                                                                | |
| Cô dâu đại chiến – Battle of the Brides                                                                                                  | Victor Vũ                                       | Huy Khánh, Ngân Khánh, Vân Trang, Lê Khánh, Phi Thanh Vân, Đinh Ngọc Diệp                                                            |                             | Filmkomödie                                  |                                                                                  | |
| Vòng tròn cạm bẫy | Bùi Tuấn Dũng                                   | Minh Tiệp, Thanh Thúy, Tăng Bảo Quyên                                                                                                |                             |                                              |                                                                                  | |
| Sài Gòn Yo! – Saigon Electric | Stephane Gauger                                 | Vân Trang, Quỳnh Hoa, Hà Hiền, Khương Ngọc, Elly Trần, Việt Max                                                                      |                             | Musikfilm                                    | Fat Media Annam Pictures                                                         | |
| Một thời ta đuổi bóng | Trương Dũng                                     | Vân Trang, Khương Thịnh, Tú Vi, Quách Hữu Lộc                                                                                        |                             |                                              | Golden Screen Production und Ho Chi Minh City Television                         | Hauptpreis des Giải Mai vàng, Vietnam, als bester Film 2011 |
| Huyền sử thiên đô de: Die Verlegung der Hauptstadt                                                                                       | Đặng Tất Bình, Phạm Thanh Phong                 | |                             | Historienfilm                                |                                                                                  | |
| Tâm Hồn Mẹ – Mother’s Soul | Phạm Nhuệ Giang                                 | Hong Anh, Truong Minh Quoc Thai, Phung Hoa Hoai Linh, Nguyen Bach Tung Lam                                                           |                             | Liebesdrama                                  |                                                                                  | |
| Ngọc Viễn Đông – Pearls of the Far East                                                                                                  | Ngô Cường                                       | |                             | Drama, Fantasy, Romanze                      |                                                                                  | |
| Đó... hay đây? – Here... or there? | Síu Phạm                                        | |                             | impressionistischer Film                     |                                                                                  | |
| 2012 |                                                 | |                             |                                              |                                                                                  | |
| Lấy Chồng Người Ta – In the name of love                                                                                                 | Lưu Huỳnh                                       | |                             |                                              |                                                                                  | |
| Thiên Mệnh Anh Hùng – Blood Letter de: Schrift des Blutes                                                                                | Victor Vũ                                       | Huỳnh Đông, Midu, Vân Trang, Khương Ngọc                                                                                             |                             |                                              |                                                                                  | |
| Scandal: Bí mật thảm đỏ | Victor Vũ                                       | Vân Trang, Maya, Minh Thuận, Khương Ngọc                                                                                             |                             | Horrorfilm                                   |                                                                                  | |
| The Girl with No Number | Michael J. G. Gleissner                         | Bebe Pham, Jay Laisne, Elina Madison                                                                                                 | Vietnam und Florida, USA    | Thriller                                     | USA, Vietnam (Giai Phóng Film Studio)                                            | |
| Mùi cỏ cháy – The Scent of Burning Grass                                                                                                 | Nguyễn Hữu Mười                                 | Nguyễn Năng Tùng, Lê Văn Thơm, Tô Tuấn Dũng, Nguyễn Thanh Sơn, Lê Chí Kiên                                                           |                             | Drama                                        |                                                                                  | |
| Anh hùng Nguyễn Trung Trực | Phan Hoàng                                      | Lý Anh Tuấn, Lã Thiên Cầm, Châu Thế Tâm, Mai Sơn Lâm                                                                                 |                             |                                              | Cửu Long Films                                                                   | Hauptpreis des Giải Mai vàng, Vietnam, als bester Film 2012 |
| Ngôi nhà trong hem | Kiet Le-Van (Geburtsname: Lê Văn Kiệt)          | Veronica Ngo, Son Bao Tran, Van Hai Bui                                                                                              |                             | Horrorfilm                                   |                                                                                  | |
| Dành cho tháng Sáu | Nguyễn Hữu Tuấn                                 | |                             | Sport-Drama, Romanze                         |                                                                                  | |
| Chuyện mọi nhà – The Story Of Ones | Phạm Ngọc Lân                                   | |                             | Kurzfilm                                     |                                                                                  | |
| 2013 |                                                 | |                             |                                              |                                                                                  | |
| DPRK: The Land of Whispers | Matt Dworzanczyk                                | |                             | Dokumentarfilm                               | Etherium Sky Films                                                               | |
| Lửa Phật – Once Upon a Time in Vietnam de: Es war einmal in Vietnam                                                                      | Dustin Nguyen                                   | Dustin Nguyễn, Ngô Thanh Vân, Hiếu Hiền, Đinh Ngọc Diệp                                                                              |                             |                                              |                                                                                  | |
| Nước – 2030 | Minh Nguyen-Vo                                  | Quý Bình, Quỳnh Hoa, Thạch Kim Long, Lê Hoàng Phi, Hoàng Trần Minh Đức                                                               |                             | Science-Fiction-Film                         |                                                                                  | |
| Mỹ nhân kế | Nguyễn Quang Dũng                               | Thanh Hằng, Tăng Thanh Hà |                             | Action                                       |                                                                                  | |
| Bụi đời Chợ Lớn – Cholon Dust of Life | Charlie Nguyễn                                  | Johnny Trí Nguyễn, Hà Hiền, Long Điền, Huỳnh Bích Phương                                                                             |                             |                                              |                                                                                  | Die Vorführung des Films in Vietnam ist verboten |
| Tèo em – Little Teo | Charlie Nguyễn                                  | Johnny Trí Nguyễn, Thái Hòa |                             | Filmkomödie                                  |                                                                                  | |
| Âm Mưu Giày Gót Nhọn | Ham Tran (Geburtsname: Trần Hàm)                | Kathy Uyên, Don Nguyễn, Petey Majik Nguyễn                                                                                           |                             | Romantische Komödie                          |                                                                                  | |
| Người lính | Aleksandr Chernyaev                             | Vyacheslav Krikunov, Phương Nga, Artyom Tkachenko, Trung Dũng                                                                        |                             |                                              | Vietnam, Russland                                                                | |
| Tìm chồng cho vợ tôi | Võ Việt Hùng                                    | Phim Tâm Lý |                             |                                              | Hãng Phim Tâm Điểm                                                               | Hauptpreis des Giải Mai vàng, Vietnam, als bester Film 2013 |
| Măt trói đen de: Schwarze Sonne | Truong Quê Chi                                  | Mai Thanh Nguyên, Hoàng Van Dô |                             | Kurzfilm                                     | Vietnam, Frankreich                                                              | |
| Đinh Tiên hoàng đế |                                                 | |                             | Historienfilm                                |                                                                                  | |
| Lac lôi | Phạm Nhuệ Giang                                 | Hong Anh, Truong Minh Quoc Thai, Phung Hoa Hoai Linh, Nguyen Bach Tung Lam                                                           |                             | Liebesdrama                                  |                                                                                  | |
| Căn phòng của mẹ – Homostratus | Síu Phạm                                        | |                             |                                              |                                                                                  | |
| Ngày sinh nhật – Birthday | Tuan-Duc Doan (Đoàn Tuấn Đức)                   | |                             | Kurzfilm                                     |                                                                                  | |
| 2014 |                                                 | |                             |                                              |                                                                                  | |
| Dap cánh giua không trung – Flapping in the Middle of Nowhere                                                                            | Nguyễn Hoàng Điệp                               | Trần Bảo Sơn, Trương Hồ Phương Nga, Thang Duy Idol                                                                                   |                             | Drama                                        | Koproduktion aus Vietnam, Frankreich, Norwegen und Deutschland                   | im Rahmen der Internationalen Filmfestspiele von Venedig 2014 Preis der FEDEORA (Federation of Film Critics of Europe and the Mediterranean) für das beste Filmdebüt |
| Đoạt hồn – Hollow | Ham Tran (Geburtsname: Trần Hàm)                | Trần Bảo Sơn, Nguyễn Hồng Ân, Thanh Mỹ                                                                                               |                             | Horrorfilm                                   |                                                                                  | |
| Cuộc chiến với chằn tinh | Đỗ Quang Hải Âu                                 | |                             | Historienfilm                                |                                                                                  | |
| Năm sau con lại về | Trần Ngọc Giàu                                  | Hoài Linh, Việt Anh, Thanh Thủy, Lê Khánh, Chí Tài                                                                                   |                             | Komödie                                      |                                                                                  | |
| The Scent of Fish Sauce | Trịnh Đình Lê Minh                              | Gayland Williams, Dillon Cavitt, Tram Ly                                                                                             |                             | Kurzfilm                                     |                                                                                  | |
| Xui mà hên | Ethan Tran                                      | Ethan Tran, Hieu Hien |                             | Komödie                                      |                                                                                  | |
| Noble – Christina Noble – Die Mutter der Niemandskinder                                                                                  | Stephen Bradley                                 | Deirdre O’Kane, Eva Birthistle, Sarah Greene, Brendan Coyle                                                                          |                             | Dokudrama über das Leben von Christina Noble | Irland, Vietnam, UK                                                              | |
| Quả tim máu – Vengeful Heart | Victor Vũ                                       | Nhã Phương, Thái Hòa, Quý Bình |                             | Thriller                                     |                                                                                  | |
| The Last Journey of Madam Phung | Nguyễn Thị Thắm                                 | |                             | Dokumentarfilm                               |                                                                                  | |
| Người truyền giống – The Inseminator | Bùi Kim Quy                                     | |                             | Drama                                        |                                                                                  | |
| Dịu dàng – Gentle | Kiet Le-Van                                     | |                             | Drama                                        |                                                                                  | |
| Mùi – Scent | Lê Bảo                                          | |                             | Kurzfilm, Drama, Fantasy                     |                                                                                  | |
| Để Mai tính 2 – Let Hoi Decide | Charlie Nguyễn                                  | Thái Hòa, Diễm My 9x, Quang Sự, Linh Sơn, Huy Khánh, Thu Trang, Huỳnh Anh Tuấn                                                       |                             | Liebeskomödie                                |                                                                                  | |
| Chàng trai năm ấy – Dandelion | Nguyễn Quang Huy                                | Sơn Tùng M-TP, Hari Won, Phạm Quỳnh Anh, Ngô Kiến Huy, Hứa Vĩ Văn                                                                    |                             | Romantische Komödie                          |                                                                                  | |
| 2015 |                                                 | |                             |                                              |                                                                                  | |
| Cha và con và int.: Big Father, Small Father and Other Stories, altern.: Saigon Sunny Days, de: Unsere sonnigen Tage, fr: Mekong Stories | Phan Đăng Di                                    | Đỗ Thị Hải Yến, Lê Công Hoàng, Trương Thế Vinh                                                                                       |                             | Drama                                        | DE/FR/NL/VN                                                                      | im Wettbewerb der Berlinale 2015 präsentiert |
| Trúng số – Jackpot | Dustin Nguyen                                   | Ninh Dương Lan Ngọc, Dustin Nguyễn, Chí Tài                                                                                          |                             | Komödie                                      |                                                                                  | |
| Tôi Thấy Hoa Vàng Trên Cỏ Xanh – Yellow Flowers on the Green Grass (AT: Dear Brother)                                                    | Victor Vũ                                       | Thịnh Vinh, Trọng Khang, Thanh Mỹ, Jayvee Mai Thế Hiệp                                                                               |                             | Familiendrama                                | in öffentlich-privater Partnerschaft von Galaxy Media & Entertainment produziert | bei den Internationalen Filmfestspielen von Cannes uraufgeführt |
| Em là bà nội của anh – Sweet 20 | Phan Gia Nhật Linh                              | Miu Lê, Ngô Kiến Huy, Hứa Vĩ Văn, Thanh Nam                                                                                          |                             | Musikfilm, Komödie                           |                                                                                  | Remake der Südkoreanischen Komödie Miss Granny, 2014 von Hwang Dong-hyuk gedreht |
| Chau, Beyond the Lines – AT: War Within the Walls                                                                                        | Courtney Marsh                                  | |                             | Dokumentar-Kurzfilm                          | US/VN                                                                            | |
| Siêu Trộm – Bitcoins Heist | Trần Hàm (Alias: Ham Tran)                      | Kate Nhung, Thanh Pham |                             | Actionkomödie                                |                                                                                  | |
| Love: Yêu | Việt Max                                        | Phuong Bella, Pho Dac Biet, Huynh Dong, Le Duy Hai                                                                                   |                             | Liebesfilm, Drama, LGBTQ+                    |                                                                                  | |
| Quyên – Farewell, Berlin Wall | Phan Quang Binh Nguyen (Nguyễn Phan Quang Bình) | Ngoc Anh Vu, Son Bao Tran, Gary Daniels, David Tran                                                                                  |                             | Drama                                        | Vietnam Media Corp. (Hanoi), Element Film (Berlin)                               | |
| Mỹ Nhân – Beauty | Đinh Thái Thụy                                  | Quách Ngọc Ngoan, Triệu Thị Hà, Kim Hiền                                                                                             |                             | Historienfilm                                |                                                                                  | |
| 12 Chòm Sao: Vẽ Đường Cho Yêu Chạy – Zodiac 12: Five Steps of Love                                                                       | Vũ Ngọc Phượng                                  | |                             | Jugend-Romanze                               |                                                                                  | |
| Love Market (alt. Titel: Vibrant Highland, Commercial Love)                                                                              | Matt Dworzanczyk                                | | Ha Giang, Meo Vac, Dong Van | Dokumentarfilm                               | Etherium Sky Films                                                               | |
| Ngày nảy ngày nay – The Lost Dragon | Ngô Thanh Vân, Ngô Quốc Cường (Cuong Ngo)       | |                             | Fantasy                                      |                                                                                  | |
| Mùa xuân sớm – Early Spring | Tuan-Duc Doan                                   | |                             | Kurzfilm                                     |                                                                                  | |
| Forgetting Vietnam | Trịnh Thị Minh Hà (auch: Trinh T. Minh-ha)      | |                             | Essayfilm, Avantgardefilm                    | USA, Vietnam                                                                     | |
| 2016 |                                                 | |                             |                                              |                                                                                  | |
| Truy Sát – Tracer | Cuong Ngo (Geburtsname: Ngô Quốc Cường)         | Trương Ngọc Ánh, Thiên Nguyễn, Van Lam Vissay (Alias: Lamou Vissay), Vĩnh Thụy, Cường Seven, Maria Trần, Marcus Guilhem, Mike Leeder |                             | Martial-Arts-Film                            | TNA Entertainments                                                               | |
| Thành Phố Khác – Another City | Phạm Ngọc Lân                                   | Minh Châu, Vũ Đỗ Quang Minh, Đặng Tuấn Anh, Khổng Việt Bách, Thùy Anh                                                                |                             | Kurzfilm                                     |                                                                                  | Chicago Underground Film Festival (CUFF) 2016, Ehrenpreis der Jury |
| Ein Haus In Ninh Hoa – A House In Ninh Hoa                                                                                               | Nguyễn Phương-Đan, Philip Widmann               | | Ninh Hòa                    | Dokumentarfilm                               | DE/VN                                                                            | |
| The Housemaid: Cô Hầu Gái | Derek Nguyen                                    | Kate Nhung, Jean-Michel Richaud, Kim Xuân                                                                                            |                             | Horror-Romanze                               | KR/VN, HK Film                                                                   | |
| Vệ sĩ Sài Gòn – Saigon Bodyguards | Ken Ochiai                                      | Yong-hwa Ryu, Thai Hoa, Kim Ly, Chi Pu                                                                                               |                             | Actionkomödie                                | VN/CA, Rhombus Media, CJ Entertainment                                           | |
| Tấm Cám: Chuyện Chưa Kể – The Untold Story                                                                                               | Ngô Thanh Vân (Aliasse: Veronica Ngo und NTV)   | Huu Chau, Isaac, Jun, Veronica Ngo                                                                                                   |                             | Fantasy-Drama                                |                                                                                  | |
| Sút | Việt Max                                        | Hà Hiền, Huy Me, Tùng Min, Gin Tuấn Kiệt                                                                                             |                             | Sportromanze                                 |                                                                                  | |
| Sài Gòn, anh yêu em – Saigon, I Love You                                                                                                 | Lý Minh Thắng                                   | |                             | Romantische Komödie                          |                                                                                  | |
| Taxi, em tên gì? | Đỗ Đức Thịnh, Đinh Tuấn Vũ                      | Trường Giang, Angela Phương Trinh, Khánh Hiền                                                                                        |                             | Liebeskomödie                                | CJ CGV                                                                           | |
| Con đường trên núi – On the Endless Road                                                                                                 | Síu Phạm                                        | |                             | Dokufiktion                                  |                                                                                  | |
| The City Of Mirrors: A Fictional Biography                                                                                               | Minh Quý Trương                                 | |                             | Drama                                        |                                                                                  | |
| 2017 |                                                 | |                             |                                              |                                                                                  | |
| Kfc | Lê Bình Giang                                   | Tony Nguyễn, Tạ Quang Chiến, Hoàng Bá Sơn, Trâm Primrose                                                                             |                             | Horrorfilm                                   |                                                                                  | |
| Cha cõng con – Father and Son | Lương Đình Dũng                                 | |                             | Autorenfilm                                  |                                                                                  | als „Bester fremdsprachiger Film“ für den Oscar 2018 vorgeschlagen, aber nicht nominiert |
| You Have a Nice Flight – Chúc Bạn Có Một Chuyến Bay Tốt Đẹp                                                                              | Jimmy Dinh (Jimmy Đinh)                         | Dominique Swain, Keesha Sharp, Richard Riehle                                                                                        |                             | Liebeskomödie                                |                                                                                  | |
| Cô Ba Sài Gòn – The Tailor | Trần Bửu Lộc, Kay Nguyễn                        | Hồng Vân, Diễm My, Veronica Ngo |                             | Drama                                        |                                                                                  | |
| Yêu Đi, Đừng Sợ! – Kiss & Spell | Stephane Gauger                                 | |                             | Horror, Komödie                              |                                                                                  | |
| Cô gái đến từ hôm qua – The Girl from Yesterday                                                                                          | Phan Gia Nhật Linh                              | Miu Lê, Ngô Kiến Huy, Jun Phạm, Hoàng Yến Chibi                                                                                      |                             | Liebeskomödie                                |                                                                                  | Nach dem gleichnamigen Roman von Nguyễn Nhật Ánh |
| Em chưa 18 – Jailbait | Lê Thanh Sơn                                    | Kaity Nguyễn, Kiều Minh Tuấn |                             | Romanze                                      |                                                                                  | |
| Farewell Halong | Duc Ngo Ngoc                                    | | Vịnh Hạ Long                | Dokumentarfilm                               | DE/VN, 42film GmbH                                                               | Musik von Martin Kohlstedt |
| Lôi Báo | Victor Vũ                                       | |                             | Action                                       |                                                                                  | |
| Bạn gái tôi là sếp – She’s the Boss | Hàm Trần                                        | |                             | Komödie                                      |                                                                                  | |
| Đảo của dân ngụ cư – The Way Station | Phạm Thị Hồng Ánh                               | Phạm Hồng Phước, Ngọc Thanh Tâm, Nhan Phúc Vinh, Ngọc Hiệp, Hoàng Phúc, Hoàng Nhân                                                   |                             | Liebesdrama                                  |                                                                                  | |
| 2018 |                                                 | |                             |                                              |                                                                                  | |
| 798Mười | Dustin Nguyen                                   | Dustin Nguyễn, Kiều Minh Tuấn, Thu Trang                                                                                             |                             | Action-Komödie                               |                                                                                  | |
| Tháng năm rực rỡ – Go-Go Sisters | Nguyễn Quang Dũng                               | Hoàng Yến Chibi, Hoàng Oanh, Hồng Ánh, Jun Vũ, Khổng Tú Quỳnh                                                                        |                             | Dramedy                                      |                                                                                  | Remake des südkoreanischen Films Sunny von Kang Hyeong-cheol, 2011 |
| Nhắm mắt thấy mùa hè – Summer in closed eyes                                                                                             | Cao Thúy Nhi                                    | Phương Anh Đào, Akutsu Takafumi |                             | Liebesdrama                                  |                                                                                  | |
| Thạch Thảo | Mai Thế Hiệp                                    | Khắc Minh, Thanh Tùng, Bích Ngọc |                             | Coming-of-Age-Film                           |                                                                                  | Nach Tôi Thấy Hoa Vàng Trên Cỏ Xanh der zweite von Galaxy in öffentlich-privater Partnerschaft produzierte Film |
| Hồn papa, da con gái | Ken Ochiai                                      | Thái Hoà, Kaity Nguyễn, Trang Hý, Trịnh Thảo, Gi A, Thành Lộc, NSND Hồng Vân, Chí Tài, Vân Trang, Kathy Uyên                         |                             | Dramedy, Familienfilm                        |                                                                                  | |
| Chàng vợ của em – My Mr. Wife | Charlie Nguyễn                                  | Thái Hoà, Phương Anh Đào, Vân Trang, Hứa Vĩ Văn, Thanh Trúc                                                                          |                             | Liebes-Dramedy                               |                                                                                  | |
| Người bất tử – The Immortal | Victor Vũ                                       | Quách Ngọc Ngoan, Jun Vũ |                             | Thriller                                     |                                                                                  | |
| 100 ngày bên em – 100 Days of Sunshine                                                                                                   | Vũ Ngọc Phượng                                  | Jun Phạm, Khả Ngân |                             | Liebesdrama                                  |                                                                                  | |
| (Người) Vợ ba – May, die dritte Frau | Ash Mayfair                                     | Trần Nữ Yên Khê, Nguyễn Phương Trà My, Mai Thu Hường, Lê Vũ Long, Nguyễn Như Quỳnh                                                   |                             | Historienfilm                                |                                                                                  | Preise: Toronto International Film Festival 2018 – NETPAC Award, Cairo International Film Festival 2018 – Best Artistic Contribution, Chicago International Film Festival 2018 – Gold Hugo der New Directors Competition, Minsk International Film Festival “Listapad” 2018 – Special Mention of the Jury, Festival Internacional de Cine de San Sebastián 2018 – TVE Otra Mirada Award, Internationales Filmfestival Freiburg 2019 – COMUNDO-Preis der Jugendjury, Santiago International Film Festival 2019 – Special Mention, Sarasota Film Festival 2019 – Preis der Jury |
| Mẹ, con gái và những giấc mơ Mother, Daughter, Dreams                                                                                    | Dương Diệu Linh                                 | |                             | Kurzfilm, Drama                              |                                                                                  | |
| Song Lang – The Tap Box | Leon Lê                                         | Isaac (Phạm Lưu Tuấn Tài), Liên Bỉnh Phát, Minh Phượng, Tú Quyên, Kiều Trinh, Thanh Tú                                               |                             | Musical, Drama, LGBTQ+                       |                                                                                  | |
| Siêu Sao Siêu Ngố – Super Star Super Silly                                                                                               | Đức Thịnh                                       | Trường Giang, Đức Thịnh, Thanh Thúy, Sam                                                                                             |                             | Liebeskomödie                                |                                                                                  | |
| Em gái mưa – Once Upon a Rain | Kawaii Tuấn Anh                                 | Misoa Kim Anh, Phuong Anh Dao, Viet Huong                                                                                            |                             | Liebesdrama                                  |                                                                                  | |
| 2019 |                                                 | |                             |                                              |                                                                                  | |
| Monsoon | Hong Khaou                                      | Henry Golding, Parker Sawyers, David Tran, Molly Harris, Lâm Vissay, Edouard Leo, Myan Nguyen                                        |                             | Filmdrama                                    | BBC Films, British Film Institute, Moonspun Films, Sharphouse                    | |
| Hai Phượng – Furie | Kiet Le-Van (Geburtsname: Lê Văn Kiệt)          | Veronica Ngo, Cát Vy, Phan Thanh Nhiên, Phạm Anh Khoa, Trần Thanh Hoa                                                                |                             | Martial-Arts-Film                            |                                                                                  | |
| Thưa mẹ con đi – Goodbye Mother | Trịnh Đình Lê Minh                              | Lãnh Thanh, Võ Điền Gia Huy, Hồng Đào, Lê Thiện, Hồng Ánh, Kiều Trinh, Lê Công Hoàng, Thanh Tú, Hà Linh                              |                             | Filmdrama                                    |                                                                                  | |
| Ròm | Trần Thanh Huy                                  | Anh Khoa Tran, Phan Anh Tu Nguyen, Phuong Cat, Tran Mai, Wowy                                                                        |                             | Filmdrama                                    | HKFilm, Red Ruby, East Films                                                     | Premiere auf dem 24. Busan International Film Festival, gewann den New Currents Award. Im März 2020 nachträglich vom Ministerium für Kultur, Sport und Tourismus lizenziert |
| Nhà Cây – The Tree House | Minh Quy Truong (Geburtsname: Trương Minh Quý)  | Cao Thi Hau, Ho Van Lang |                             | Science-Fiction-Film                         |                                                                                  | |
| Cua Lại Vợ Bầu – Win My Baby Back | Nhất Trung                                      | Trấn Thành, Ninh Dương Lan Ngọc, Bùi Anh Tú, Hữu Châu, Mạc Văn Khoa, Khả Như                                                         |                             | Liebeskomödie                                |                                                                                  | |
| Mắt Biếc – Dreamy Eyes | Victor Vũ                                       | Trần Nghĩa, Trúc Anh, Trần Phong, Khánh Vân, Thảo Tâm                                                                                |                             | Liebesdrama                                  |                                                                                  | Verfilmung des gleichnamigen Romans von Nguyễn Nhật Ánh aus dem Jahr 1990 |
| Lật Mặt 4: Nhà Có Khách – Face Off: The Walking Guest                                                                                    | Lý Hải                                          | Katleen Phan Võ, Jay Quân, Huy Khánh, Mạc Văn Khoa, Lê Hoàng, Tiến Ngô                                                               |                             | Horrorkomödie                                |                                                                                  | |
| Trạng Quỳnh | Đức Thịnh                                       | Trần Quốc Anh, Nhã Phương, Trấn Thành, Khả Như                                                                                       |                             | Abenteuer-Komödie                            |                                                                                  | |
| Chị Trợ Lý Của Anh – My Dear Assistant                                                                                                   | Mỹ Tâm (Mira Dương)                             | Mỹ Tâm, Mai Tài Phến, Bảo Châu, Quang Trung, Huỳnh Tuyết Anh                                                                         |                             | Liebeskomödie                                |                                                                                  | |
| Trời sáng rồi, ta ngủ đi thôi – Good morning and good night                                                                              | Chung Chí Công                                  | Ha Quoc Hoang, Tran Le Thuy Vy |                             | Musikdrama                                   |                                                                                  | |

## 2020 bis heute
| Filmtitel                                                           | Regisseur                             | Schauspieler | Drehort                                                  | Genre                             | Studio und Kooperationen                                             | Anmerkungen |
| ------------------------------------------------------------------- | ------------------------------------- | --- | -------------------------------------------------------- | --------------------------------- | -------------------------------------------------------------------- | --- |
| 2020                                                                |                                       | |                                                          |                                   |                                                                      | |
| Mein Vietnam                                                        | Thi Hien Mai, Tim Ellrich             | | München                                                  | Dokumentarfilm                    | Filmakademie Baden-Württemberg, Coronado Film                        | Premiere: Hot Docs Canadian International Documentary Festival |
| Tiệc Trăng Máu – Blood Moon Party                                   | Nguyễn Quang Dũng                     | Thái Hòa, Thu Trang, Kiều Minh Tuấn, Kaity Nguyễn, Đức Thịnh, Hứa Vĩ Văn, Hồng Ánh                                            |                                                          | Psychodrama                       |                                                                      | |
| Gái Già Lắm Chiêu 3 – The Royal Bride                               | Nam Cito, Bảo Nhân                    | Ninh Dương Lan Ngọc, Lê Khanh, Hồng Vân, Lê Xuân Tiền, Jun Vũ, Bình An                                                        |                                                          | Komödie                           |                                                                      | |
| Chị Mười Ba: 3 Ngày Sinh Tử – 13rd Sister: Three Deadly Days        | Võ Thanh Hòa                          | Thu Trang, Kiều Minh Tuấn, Tiến Luật, Anh Tú, Châu Bùi, La Thành                                                              |                                                          | Action-Komödie                    |                                                                      | |
| Chồng Người Ta – Bridge of Destiny                                  | Hữu Tiến (Nguyễn Hữu Tiến)            | Lý Bình, Trần Ngọc Vàng, Trịnh Xuân Nhãn, YaYa Trương Nhi, Thanh Trúc                                                         |                                                          | Liebesdrama                       |                                                                      | |
| Bình Ngô đại chiến – The Pacification Of The Wu                     | Kỷ Thế Vinh                           | Thành Lộc, Nghệ sĩ Khánh Hoàng, Nghệ sĩ Đức Thịnh, Tấn Phát, Ngọc Huyền                                                       |                                                          | historischer Animationsfilm       |                                                                      | |
| 2021                                                                |                                       | |                                                          |                                   |                                                                      | |
| Vị – Taste                                                          | Lê Bảo                                | Olegunleko Ezekiel Gbenga, Khuong Thi Minh Nga, Le Thi Dung, Nguyen Thi Cam Xuan, Vu Thi Tham Thin                            | Ho-Chi-Minh-Stadt                                        | Filmdrama                         | Vietnam, Singapur, Frankreich, Thailand, Deutschland, Taiwan         | Weltpremiere dieses Debüts: Internationale Filmfestspiele Berlin 2021, Sektion Encounters, Spezialpreis der Jury                                                                                    |
| Miền ký ức – Memoryland                                             | Kim Quy Bùi                           | Mong Giao Vu, Thu Trang Nguyen, Van Thai Nguyen, Thi Minh Phuong Bui, Duc Thanh Dao                                           |                                                          | Filmdrama                         | CineHanoi, Scarlet Visions (München)                                 | Premiere: 10. Oktober 2021 auf dem Busan International Film Festival |
| Bố già – Dad, I’m Sorry                                             | Trấn Thành, Vũ Ngọc Đãng              | Trấn Thành, Ngọc Giàu, Tuần Trần, Ngân Chi, Lê Giang, Hoàng Mèo, Lan Phương, La Thành, Lê Trang, Quốc Khánh, A Quay, Bảo Phúc |                                                          | Dramedy                           |                                                                      | |
| Lật Mặt: 48h – Face Off: 48H                                        | Lý Hải                                | Võ Thành Tâm, Ốc Thanh Vân, Huỳnh Đông, Mạc Văn Khoa, Lê Hạ Anh, Lý Hải                                                       |                                                          | Actionfilm                        |                                                                      | |
| 578: Phát đạn của kẻ điên – 578: Magnum                             | Lương Đình Dũng                       | Alexandre Nguyen, Jessica Minh Anh, Anh Tuan Hac                                                                              |                                                          | Martial-Arts-Film                 |                                                                      | |
| Những đứa trẻ trong sương – Children of the Mist                    | Hà Lệ Diễm                            | |                                                          | Dokumentarfilm                    |                                                                      | |
| 2022                                                                |                                       | |                                                          |                                   |                                                                      | |
| Em và Trịnh – Em & Trinh                                            | Phan Gia Nhật Linh                    | Avin Lu, Trần Lực, Phạm Nguyễn Lan Thy, Hoàng Hà, Phạm Nhật Linh, Bùi Lan Hương                                               |                                                          | Liebesdrama                       |                                                                      | |
| Bẫy ngọt ngào – Sweet Trap – Naked Truth                            | Đinh Hà Uyên Thư                      | Diệu Nhi, Bảo Anh, Minh Hằng, Thuận Nguyễn, Quốc Trường                                                                       |                                                          | Psychodrama                       |                                                                      | |
| Nghề siêu dễ – Extremely Easy Job                                   | Võ Thanh Hòa                          | Hứa Vĩ Văn, Thu Trang, Kiều Minh Tuấn, Tiến Luật, Quang Tuấn                                                                  |                                                          | Dramedy                           |                                                                      | |
| Chìa khóa trăm tỷ – A Hundred Billion Key                           | Võ Thanh Hòa                          | Kiều Minh Tuấn, Thu Trang, Anh Tú, Jun Vũ                                                                                     |                                                          | Action-Komödie                    |                                                                      | |
| Thanh Sói – Cúc dại trong đêm – Furies                              | Ngô Thanh Vân (Veronica Ngô)          | Đồng Ánh Quỳnh, Tóc Tiên, Rima Thanh Vy, Thuận Nguyễn, Song Luân, Ngô Thanh Vân                                               |                                                          |                                   | Studio 68                                                            | |
| Hanh Phúc Máu – Blood Karma                                         | Nguyễn Minh Chung, Phạm Minh Hữu Tiến | Phạm Huỳnh Hữu Tài, Dược sĩ Tiến, Trang Trần, Trác Thúy Miêu                                                                  |                                                          | Drama                             |                                                                      | |
| Maika: The Girl From Another Galaxy                                 | Ham Tran                              | |                                                          | Kinderfilm                        |                                                                      | |
| Bóng Ðè - The Ancestral                                             | Kiet Le-Van                           | Lam Thanh My, Quang Tuan, Mai Cát Vi                                                                                          |                                                          | Horrorfilm                        |                                                                      | |
| Cô gái đến từ Đắk Lắk - The Girl from Dak Lak                       | Pedro Román, Mai Huyền Chi (Chi Mai)  | Suong, Hanh Ruby, Tran Thi Thanh Truc, Huynh Thi Phuong, Tran Khanh Son                                                       |                                                          | Drama                             |                                                                      | |
| Tro Tàn Rực Rỡ - Glorious Ashes                                     | Bùi Thạc Chuyên                       | \|Drama \| \| |                                                          |                                   |                                                                      | |
| 2023                                                                |                                       | |                                                          |                                   |                                                                      | |
| Bên Trong Vỏ Kén Vàng – Inside the Yellow Cocoon Shell              | Phạm Thiên Ân                         | Le Phong Vu, Nguyen Thinh, Vu Ngoc Manh, Nguyen Thi Truc Quynh                                                                |                                                          | Filmdrama                         | Vietnam, Singapur, Frankreich, Spanien                               | Premiere im Mai 2023 bei den Internationalen Filmfestspielen von Cannes |
| Nhà Bà Nữ – The House of No Man                                     | Trấn Thành                            | Trấn Thành, Khả Như, Lê Giang, Song Luân, Uyển Ân, Ngọc Giàu, Việt Anh, Lê Dương Bảo Lâm                                      |                                                          | Familiendrama                     | KIM Entertainment                                                    | |
| Lật Mặt 6: Tấm vé định mệnh – Face Off 6: The Ticket of Destiny     | Lý Hải                                | Quốc Cường, Trung Dũng, Huy Khánh, Thanh Thức                                                                                 |                                                          | Action-Drama                      |                                                                      | Sechster Teil der Reihe Lật Mặt |
| Siêu lừa gặp siêu lầy – Hustler vs Scammer                          | Võ Thanh Hòa                          | Anh Tú, Mạc Văn Khoa, Trung Lùn, Ngọc Phước, Cát Tường                                                                        |                                                          | Dramedy                           |                                                                      | |
| Chị chị em em 2 – Sister Sister 2                                   | Vũ Ngọc Đãng                          | Minh Hằng, Ngọc Trinh, Lê Giang, Kim Phương, Ngọc Nga, Lê Trang, Cao Thiên Trang                                              |                                                          | Dramedy                           |                                                                      | |
| A Tourist’s Guide to Love – Hành trình tình yêu của một du khách    | Steven K. Tsuchida                    | Rachael Leigh Cook, Scott Lý, Missi Pyle, Ben Feldman                                                                         |                                                          | Romantische Komödie               | Netflix                                                              | |
| Live: Phát Trực Tiếp                                                | Khương Ngọc (Huỳnh Quang Ngọc)        | Ngọc Phước, Quốc Khanh, Khả Như                                                                                               |                                                          | Horror-Drama                      | Lotte Entertainment, Live N                                          | |
| Đất rừng phương Nam – Song of the South                             | Nguyễn Quang Dũng                     | Huỳnh Hạo Khang, Bùi Lý Bảo Ngọc, Đỗ Kỳ Phong, Tuấn Trần, Tiến Luật, Băng Di, Trấn Thành                                      | u. a. im Cajeput- und Mangroven-Wald Trà Sư bei An Giang | Abenteuerdrama                    |                                                                      | nach der gleichnamigen Novelle von Đoàn Giỏi |
| Người Mặt Trời – Daydreamers                                        | Timothy Linh Bùi                      | Trần Ngọc Vàng, Thuận Nguyễn, Nguyễn Thùy Chi (Chi Pu), Trịnh Thảo                                                            |                                                          | Horrorfilm                        |                                                                      | |
| 2024                                                                |                                       | |                                                          |                                   |                                                                      | |
| Cu li không bao giờ khóc – Cu Li Never Cries                        | Phạm Ngọc Lân (Lân Phạm Ngọc)         | Minh Châu, Hà Phương, Xuân An, Hà Hoàng                                                                                       |                                                          | Drama                             | Vietnam, Philippinen, Frankreich, Singapur, Norwegen                 | Film-Debut des Regisseurs, Premiere im Rahmen der Sektion Panorama der Berlinale 2024 |
| Viet und Nam                                                        | Trương Minh Quý (Minh Quy Truong)     | Phạm Thanh Hải, Đào Duy Bảo Định, Thi Nga Nguyen, Daniel Viet Tung Le                                                         |                                                          | queeres Liebesdrama               | Vietnam, Philippinen, Schweiz: Epicmedia Productions, Cinema Inutile | in Vietnam verboten, Premiere in der Sektion Un Certain Regard der Filmfestspiele von Cannes 2024                                                                                                   |
| MɅI – Mai                                                           | Trấn Thành                            | Phương Anh Đào, Tuấn Trần, Trấn Thành, Ngọc Giàu, Khả Như, Uyển Ân, Anh Đức, Việt Anh                                         |                                                          | Romantische Komödie               |                                                                      | |
| Lật Mặt 7: Một Điều Ước – Face Off 7: One Wish                      | Lý Hải                                | Trương Minh Cường, Đinh Y Nhung, Quách Ngọc Tuyên, Trâm Anh, Trần Kim Hả                                                      |                                                          | Drama                             |                                                                      | |
| Công Tử Bạc Liêu – Once Upon a Time in Indochine                    | Lý Minh Thắng                         | Thành Lộc, Song Luân, Công Dương                                                                                              |                                                          | Komödie                           |                                                                      | als „Công tử Bạc Liêu“ (Prinz von Bạc Liêu) war Trần Trinh Huy bekannt, ein extravaganter Playboy während der französischen Kolonialzeit                                                            |
| 2025                                                                |                                       | |                                                          |                                   |                                                                      | |
| Mưa trên cánh bướm – Don't Cry, Butterfly                           | Dương Diệu Linh                       | Tú Oanh, Nguyễn Nam Linh, Lê Vũ Long, Bùi Thạc Phong                                                                          |                                                          | Independent-Film, Fantasy-Komödie | Koproduktion aus Vietnam, Philippinen, Singapur und Indonesien       | Premiere während der Filmfestspiele von Venedig 2024 im Rahmen der Settimana Internazionale della Critica, der Film gewann den IWONDERFULL-Hauptpreis und den Preis für den innovativsten Spielfilm |
| Thám Tử Kiên: Kỳ Án Không Đầu – Detective Kiên: The Headless Horror | Victor Vu                             | Quoc Huy, Tran Quoc Anh, Đinh Ngọc Diệp                                                                                       |                                                          | Horror-Thriller                   |                                                                      | |